# Championnat de France de hockey sur glace 2018-2019
Saison précédente Saison suivante
La saison 2018-2019 est la 98e saison du championnat de France de hockey sur glace.
En Ligue Magnus, les Dragons de Rouen terminent premiers de la saison régulière et remportent ainsi le trophée Jacques-Lacarrière. Lors des quarts de finale des séries éliminatoires, les Rouennais et les Grenoblois qui ont largement dominé la saison régulière blanchissent respectivement Chamonix et Nice. Seuls les Rapaces de Gap (5e en saison régulière) renversent la hiérarchie en s'imposant en 5 matchs contre Angers. Entre Amiens et Bordeaux, il aura fallu attendre le match décisif pour voir la série basculer en faveur des Picards. En demi-finale, les Brûleurs de loups de Grenoble continuent leur sans-faute tandis que Rouen concède un match aux Gapençais. En finale, c'est un remake de la finale de la saison précédente, mais cette fois-ci il aura fallu attendre le match décisif pour voir Grenoble succéder à Rouen. Sur les 7 matchs, 6 se sont finis avec un seul but d'écart.
L'Étoile noire de Strasbourg, dernière de la saison régulière, attaque la poule de maintien avec un retard non négligeable de 14 points sur Anglet 11e. Autant dire que les Alsaciens sont condamnés au sans-faute pour se maintenir. Pourtant c'est l'inverse qui se produit, et dès la deuxième journée les Strasbourgeois sont mathématiquement relégués. Ils ne remporteront finalement aucun match, arrachant juste un point à Lyon. Après 13 saisons dans l'élite, l'Étoile noire de Strasbourg retrouvera la Division 1.
En Division 1, les Albatros de Brest terminent premiers de la saison régulière. Les quarts de finale eux se montrent très disputés puisque 3 des 4 séries iront jusqu'au match 5. Si les Bisons de Neuilly-sur-Marne disposent facilement de Caen, pour Brest et Cergy-Pontoise, les deux premiers de la saison régulière, c'est plus compliqué. Dans la série en Marseille et Briançon ce sont les Haut-Alpins qui sortent vainqueurs après trois séries de tirs au but en cinq matchs.
Les demi-finales offrent aussi du spectacle avec l'élimination des deux premiers de la saison régulière respectivement en quatre matchs face à Briançon, et en cinq matchs contre Neuilly. Lors de la finale, Briançon, sans l'avantage de la glace, va s'imposer par deux fois en terre francilienne avant de conclure lors du match 3 à domicile. Après 3 ans d'absence, les Diables rouges de Briançon retrouvent la Ligue Magnus. En play-down, les Éléphants de Chambéry perdent toutes leurs rencontres après une saison régulière difficile. Ils sont accompagnés dans la relégation par les Aigles de La Roche-sur-Yon, qui sont de surcroit en proie à des difficultés financières.
Ces deux dernières équipes joueront donc en Division 2.
En Division 2, les Jets d'Évry Viry et les Sangliers Arvernes de Clermont terminent premiers de leur groupe en saison régulière. Les Jets sont éliminés dès les huitièmes de finale à la surprise générale par les Renards de Roanne, qui s'inclineront eux en demi-finale. Comme lors des deux saisons précédentes, on assiste à une domination de la poule Sud avec 6 équipes sur 8 en quart de finale. C'est finalement les deux premiers de la poule Sud qui s'affronteront en finale. Les Clermontois font respecter la hiérarchie et sont sacrés champions de Division 2 face aux Bouquetins du HCMP, qui les accompagnent pour la montée en Division 1.
En poule de maintien, les Grizzlys de Vaujany prennent vite les devant pour se maintenir dès la deuxième journée. Derrière, la bataille est rude jusqu'à la fin et ce sont finalement la réserve strasbourgeoise et les Taureaux de feu de Limoges qui finissent aux deux dernières places synonymes de relégation en Division 3.
En Division 3, le carré final est composé de trois équipes ayant fini à la première place de leur poule lors de la saison régulière (les Coqs de Courbevoie, le Épinal Hockey Club et les Boucaniers de Toulon), ainsi que des Chevaliers du lac d'Annecy II qui ont éliminé en play-offs les Castors d'Asnières, la dernière tête de série.
Le Épinal Hockey Club, qui se restructure après la liquidation judiciaire de sa partie professionnelle, est choisi pour accueillir le carré final. Après avoir survolé la saison régulière avec 14 victoires en autant de rencontres, ils connaissent un accroc avec un match nul à Reims en 1/8e de finale avant de balayer Poitiers 28-4 et de dominer le carré final avec 24 buts marqués pour 9 encaissés. La surprise vient de la part des Annéciens qui finissent deuxièmes après des victoires dans la douleur contre Courbevoie et Toulon (but vainqueur dans les deux dernières minutes à chaque fois). Les Chevaliers du lac ne sont cependant pas admissibles à la montée, l'équipe première évoluant déjà en Division 2. La Fédération sollicite alors différents clubs pour la montée, notamment Limoges, Courbevoie et Toulon (Strasbourg II ne pouvant se maintenir en Division 2 en raison de la relégation de l'équipe première en Division 1, et puisqu'il est nécessaire d'avoir deux divisions d'écart entre les deux équipes d'un même club). Par ailleurs, Angers et Amiens se positionnent pour inscrire une équipe en Division 2.
L'intersaison est mouvementée et les promotions-relégations sont chamboulées.
En Division 1, les Bouquetins du HCMP sont interdits de montée par le gendarme financier de la FFHG, et à peine promus, ils sont rétrogradés en Division 2. Les Éléphants de Chambéry sont maintenus en Division 1 à leur place. Les Aigles de La Roche-sur-Yon, relégués et au bord du dépôt de bilan, refusent de jouer en Division 2 et s'engagent alors en Division 3. Sa réserve qui était dans cette division est donc dissoute.
En Division 2, les Coqs de Courbevoie sont promus à la place des Chevaliers du lac d'Annecy II. La place de La Roche-sur-Yon est quant à elle réattribuée à la réserve strasbourgeoise qui est donc maintenue.
En Division 3, Amiens II, les Élans de Champigny et les Pumas de Fontenay cessent leurs activités à la fin de la saison.

## Règlement
Il s'applique pour toutes les divisions.

### Points
Les points sont attribués de la façon suivante :
- victoire dans le temps règlementaire : 3 points ;
- victoire en prolongation ou aux tirs au but : 2 points ;
- défaite en prolongation ou aux tirs au but : 1 point ;
- défaite dans le temps règlementaire : 0 point.

### Classement
Les équipes sont classées en fonction du nombre de points qu'elles ont enregistré. En cas d'égalité, les critères suivants sont appliqués :
1. Points dans les rencontres directes ;
2. Nombre de matchs perdus par forfait ;
3. Nombre de buts marqués dans le temps réglementaire entre les équipes concernées ;
4. Différence de buts générale ;
5. Quotient buts marqués / buts encaissés lors de tous les matchs de la poule ;
6. Nombre de buts marqués lors de tous les matchs de la poule.

Si après avoir épuisé tous ces critères, deux équipes sont toujours à égalité, un match de barrage est alors organisé sur terrain neutre.

## Synerglace Ligue Magnus

### Équipes engagées
| \| Amiens Angers Anglet Bordeaux Chamonix Gap Grenoble Lyon Mulhouse Nice Rouen Strasbourg \| Localisation des clubs engagés en Synerglace Ligue Magnus. · Tenant du titre |
| Amiens Angers Anglet Bordeaux Chamonix Gap Grenoble Lyon Mulhouse Nice Rouen Strasbourg                                                                                    |

| Club                             | Dernière montée | Classement 2017-2018 | Entraîneur                       | Patinoire                    | Capacité théorique | Nombre de saisons en Magnus |
| -------------------------------- | --------------- | -------------------- | -------------------------------- | ---------------------------- | ------------------ | --------------------------- |
| Dragons de Rouen                 | 1985            | 1er                  | Fabrice Lhenry                   | L'Île Lacroix                | 2 747              | 34                          |
| Brûleurs de loups de Grenoble    | 2000            | 2e                   | Edo Terglav                      | Patinoire Polesud            | 3 496 à 4 208      | 46                          |
| Gothiques d'Amiens               | 1982            | 3e                   | Mario Richer                     | Coliseum                     | 2 882 à 3 400      | 37                          |
| Boxers de Bordeaux               | 2015            | 4e                   | Philippe Bozon                   | Patinoire de Mériadeck       | 3 200              | 4                           |
| Rapaces de Gap                   | 2009            | 5e                   | Luciano Basile                   | Alp'Arena                    | 2 167 à 2 930      | 45                          |
| Lions de Lyon                    | 2014            | 6e                   | Mitja Šivic                      | Patinoire Charlemagne        | 4 200              | 8                           |
| Ducs d'Angers                    | 1992            | 7e                   | Brennan Sonne                    | Patinoire du Haras           | 1 033              | 27                          |
| Scorpions de Mulhouse            | 2017            | 8e                   | Christer Eriksson Yorick Treille | Patinoire de l'Illberg       | 1 600              | 3                           |
| Aigles de Nice                   | 2016            | 9e                   | Stanislav Sutor                  | Palais des sports Jean-Bouin | 1 200              | 3                           |
| Pionniers de Chamonix Mont-Blanc | 2005            | 11e                  | Heikki Leime                     | Centre sportif Richard-Bozon | 1 700              | 85                          |
| Étoile noire de Strasbourg       | 2006            | 12e                  | Daniel Bourdages                 | Patinoire Iceberg            | 1 200 à 2 400      | 13                          |
| Hormadi Anglet                   | 2018            | 1er (Division 1)     | Olivier Dimet                    | Patinoire de la Barre        | 1 200              | 11                          |

Légende des couleurs
- En gras : champion de France, qualifié pour la Ligue des champions 2018-2019
- En italique : qualifié pour la Coupe continentale 2018-2019
- En gras et en italique : promu de Division 1 2017-2018

### Saison régulière
La saison régulière se joue du 14 septembre 2018 au 26 février 2019. Réunies au sein d'une poule unique, les 12 équipes se rencontrent en double matchs aller-retour. À l'issue de cette première phase, les 8 premiers se qualifient pour les séries éliminatoires, du 1er mars 2019 au 9 avril 2019, jouées au meilleur des 7 matches. Les 4 derniers jouent une phase de relégation, entre le 5 mars et le 29 mars 2019. Cette phase est un mini-championnat en matchs aller-retour à l'issue duquel le dernier est relégué en Division 1.

#### Résultats
Le score de l'équipe à domicile, située dans la colonne de gauche, est inscrit en premier.
| Résultats (dom.\ext.)                                              | AMI     | ANG     | AGL     | BOR | CHA     | GAP     | GRE     | LYO     | MUL | NIC | ROU    | STR     | AMI     | ANG     | AGL     | BOR     | CHA     | GAP     | GRE     | LYO    | MUL    | NIC     | ROU     | STR     |
| Amiens                                                             |         | 1-2     | 4-2     | 3-1 | 3-4     | 1-2     | 3-4 Pr. | 5-1     | 2-0 | 2-4 | 0-3    | 3-0     |         | 2-3     | 5-1     | 0-1     | 4-1     | 3-2 Pr. | 5-2     | 2-1    | 1-3    | 1-2 Pr. | 4-3 Pr. | 5-1     |
| Angers                                                             | 3-4     |         | 4-0     | 5-2 | 3-1     | 3-2     | 2-10    | 6-3     | 4-2 | 1-0 | 2-4    | 5-2     | 3-1     |         | 4-2     | 3-4     | 6-3     | 2-0     | 5-10    | 2-1    | 3-5    | 5-2     | 0-3     | 3-6     |
| Anglet                                                             | 1-2     | 3-4 Pr. |         | 0-2 | 7-4     | 4-1     | 2-7     | 4-2     | 5-2 | 5-8 | 3-8    | 1-3     | 2-6     | 2-0     |         | 4-3     | 3-5     | 6-3     | 1-5     | 3-4 TF | 3-4    | 5-2     | 2-5     | 5-4 Pr. |
| Bordeaux                                                           | 5-2     | 1-2     | 2-3     |     | 1-3     | 2-1     | 2-6     | 4-1     | 6-4 | 4-3 | 3-8    | 0-2     | 5-2     | 4-5 Pr. | 7-2     |         | 4-1 Pr. | 3-2     | 2-3 Pr. | 4-3    | 1-0    | 5-2     | 1-2     | 1-4     |
| Chamonix                                                           | 3-4     | 6-3     | 3-0     | 3-6 |         | 5-1     | 3-6     | 1-2 TF  | 7-2 | 2-3 | 0-5    | 4-0     | 4-5     | 3-6     | 5-1     | 3-2 Pr. |         | 0-3     | 3-5     | 3-2    | 7-4    | 5-6 Pr. | 1-5     | 5-1     |
| Gap                                                                | 2-4     | 4-2     | 6-1     | 3-2 | 4-2     |         | 1-4     | 1-2 Pr. | 6-1 | 3-2 | 1-4    | 6-4     | 3-2 Pr. | 4-3 TF  | 2-3 Pr. | 6-3     | 6-4     |         | 1-4     | 4-0    | 3-2    | 7-4     | 4-6     | 5-2     |
| Grenoble                                                           | 2-1     | 5-1     | 2-0     | 1-2 | 5-4 Pr. | 2-4     |         | 9-2     | 4-0 | 7-0 | 0-5    | 7-1     | 5-1     | 3-1     | 4-2     | 3-2 Pr. | 3-1     | 5-3     |         | 5-1    | 2-1 TF | 4-2     | 1-2     | 6-2     |
| Lyon                                                               | 0-4     | 5-4     | 4-3 TF  | 1-4 | 5-3     | 5-3     | 2-5     |         | 4-1 | 2-5 | 2-5    | 3-2     | 0-4     | 4-3 Pr. | 2-3     | 2-3 Pr. | 5-1     | 5-0     | 3-4     |        | 1-2    | 3-6     | 3-5     | 4-3 Pr. |
| Mulhouse                                                           | 5-6     | 5-6 TF  | 0-4     | 3-2 | 2-0     | 6-5 Pr. | 0-3     | 2-3     |     | 4-2 | 3-4 TF | 5-4 Pr. | 0-7     | 2-1 Pr. | 6-3     | 2-1 TF  | 4-3 Pr. | 2-1     | 1-5     | 1-2    |        | 4-3     | 2-6     | 2-3 Pr. |
| Nice                                                               | 2-3     | 4-5     | 4-3 TF  | 2-5 | 5-6     | 2-3     | 6-3     | 2-4     | 5-1 |     | 3-5    | 6-1     | 3-4 Pr. | 3-5     | 5-2     | 3-2 Pr. | 5-2     | 1-3     | 3-4     | 4-2    | 5-2    |         | 1-2     | 5-1     |
| Rouen                                                              | 3-0     | 4-2     | 5-4 Pr. | 3-2 | 3-0     | 3-2     | 2-5     | 2-0     | 5-0 | 4-1 |        | 7-3     | 6-1     | 2-3 TF  | 2-0     | 5-2     | 4-3 Pr. | 5-1     | 4-2     | 4-3    | 10-3   | 4-2     |         | 7-3     |
| Strasbourg                                                         | 2-3 Pr. | 4-3 TF  | 3-2 Pr. | 1-5 | 1-4     | 5-6     | 2-4     | 2-4     | 4-1 | 3-5 | 2-3    |         | 3-5     | 0-3     | 2-4     | 5-3     | 3-4 Pr. | 4-2     | 0-9     | 3-4    | 3-7    | 2-6     | 2-8     |         |
| - Victoire à domicile - Victoire à l'extérieur - Match non disputé |         |         |         |     |         |         |         |         |     |     |        |         |         |         |         |         |         |         |         |        |        |         |         |         |

Pr : Prolongation    -    TF : Tirs de fusillade

#### Classement
Pour l'attribution des points, voir la section « Règlement » ci-dessus.
| Clt   | Équipe     | PJ | V  | VP | D  | DP | BP  | BC  | Diff | Pts     |
| ----- | ---------- | -- | -- | -- | -- | -- | --- | --- | ---- | ------- |
| +001, | Rouen      | 44 | 37 | 4  | 1  | 2  | 195 | 82  | +113 | 121     |
| +002, | Grenoble   | 44 | 32 | 5  | 7  | 0  | 195 | 91  | +104 | 106     |
| +003, | Amiens     | 44 | 21 | 5  | 15 | 3  | 130 | 105 | +25  | 76      |
| +004, | Angers     | 44 | 21 | 4  | 15 | 4  | 141 | 138 | +3   | 75      |
| +005, | Gap        | 44 | 19 | 2  | 19 | 4  | 132 | 134 | -2   | 65      |
| +006, | Bordeaux   | 44 | 19 | 2  | 16 | 7  | 126 | 122 | +4   | 59 (-9) |
| +007, | Nice       | 44 | 15 | 4  | 24 | 1  | 148 | 150 | -2   | 54      |
| +008, | Chamonix   | 44 | 14 | 2  | 23 | 5  | 135 | 158 | -23  | 51      |
| +009, | Lyon       | 44 | 12 | 6  | 24 | 2  | 112 | 146 | -34  | 50      |
| +010, | Mulhouse   | 44 | 11 | 5  | 23 | 3  | 108 | 165 | -57  | 48      |
| +011, | Anglet     | 44 | 12 | 2  | 24 | 6  | 116 | 165 | -49  | 46      |
| +012, | Strasbourg | 44 | 7  | 3  | 29 | 5  | 108 | 190 | -82  | 32      |

- Vainqueur du trophée Jacques-Lacarrière, qualifié pour les séries
- Qualifié pour les séries
- Dispute la poule de maintien

-3 : Points de pénalité

En italique : qualification acquise en séries
Date de mise à jour : 26 février 2019

#### Buts marqués par journée
Ce graphique représente le nombre de buts marqués lors de chaque journée.

#### Statistiques individuelles
Pour les significations des abréviations, voir statistiques du hockey sur glace.
| Clt | Joueur            | Équipe                        | PJ | B  | A  | Pts | Pun | +/- |
| --- | ----------------- | ----------------------------- | -- | -- | -- | --- | --- | --- |
| 1   | Guillaume Leclerc | Brûleurs de loups de Grenoble | 44 | 29 | 32 | 61  | 30  | +36 |
| 2   | Denny Kearney     | Brûleurs de loups de Grenoble | 44 | 21 | 39 | 60  | 74  | +33 |
| 2   | Joël Champagne    | Brûleurs de loups de Grenoble | 44 | 16 | 44 | 60  | 88  | +26 |
| 4   | Alex Aleardi      | Dragons de Rouen              | 44 | 35 | 21 | 56  | 83  | +38 |
| 5   | Marc-André Thinel | Dragons de Rouen              | 44 | 14 | 38 | 52  | 10  | +29 |

| Clt | Joueur                | Équipe                               | PJ | Min           | BC | Moy  | %Arr | Bl |
| --- | --------------------- | ------------------------------------ | -- | ------------- | -- | ---- | ---- | -- |
| 1   | Matija Pintarič       | Dragons de Rouen                     | 40 | 2348 min 3 s  | 64 | 1,64 | 94,5 | 9  |
| 2   | Henri-Corentin Buysse | Gothiques d'Amiens                   | 41 | 2436 min 7 s  | 87 | 2,14 | 92,5 | 5  |
| 2   | Lukáš Horák           | Brûleurs de loups de Grenoble        | 34 | 1977 min 1 s  | 68 | 2,06 | 92,5 | 4  |
| 4   | Sebastian Ylönen      | Hormadi Anglet                       | 21 | 1221 min      | 57 | 2,80 | 91,7 | 2  |
| 5   | Ervīns Muštukovs      | Aigles de Nice Scorpions de Mulhouse | 33 | 1858 min 26 s | 95 | 3,07 | 91,4 | 0  |

Mise à jour : 27 février 2019

### Séries éliminatoires

#### Format
Le format des séries éliminatoires est le suivant :
- Toutes les séries se jouent au meilleur des 7 matches (quarts de finale, demi-finales, finale).
- Chaque match doit déterminer un vainqueur. Lors des matches 1 à 6, en cas de match nul à l'issue du temps réglementaire, une prolongation de 10 minutes à 3 contre 3 est disputée. L'équipe qui marque gagne la partie. Si aucun but n'est inscrit au cours de la prolongation, une séance de tirs au but détermine le vainqueur. Lors des matches 7, la prolongation à 3 contre 3 en mort subite est jouée jusqu'à ce qu'un but soit inscrit. Toutes les 20 minutes, il y a un repos de 15 minutes avec un surfaçage et un changement de côté. L'équipe qui marque remporte la rencontre.
- En quart de finale, les équipes se rencontrent dans un ordre prédéfini : le 1er de la saison régulière rencontre le 8e de la saison régulière ; le 2e rencontre le 7e ; le 3e rencontre le 6e ; le 4e rencontre le 5e.
- Les vainqueurs se retrouvent en demi-finales où l'organisation est similaire à celle des quarts de finale : le mieux classé contre le moins bien classé, etc.
- En finale c'est également le cas, le mieux classé ayant l'avantage de la glace.

#### Tableau
|  | Quarts de finale | Quarts de finale                 | Quarts de finale   |                               |                    | Demi-finales                  | Demi-finales | Demi-finales |  |  | Finale | Finale           | Finale |
|  |                  |                                  |                    |                               |                    |                               |              |              |  |  |        |                  |        |
|  | 1                | Dragons de Rouen                 | 4                  |                               |                    |                               |              |              |  |  |        |                  |        |
|  | 8                | Pionniers de Chamonix Mont-Blanc | 0                  |                               |                    |                               |              |              |  |  |        |                  |        |
|  | 8                | Pionniers de Chamonix Mont-Blanc | 0                  |                               | 1                  | Dragons de Rouen              | 4            |              |  |  |        |                  |        |
|  |                  |                                  |                    |                               | 1                  | Dragons de Rouen              | 4            |              |  |  |        |                  |        |
|  |                  | 5                                | Rapaces de Gap     | 1                             |                    |                               |              |              |  |  |        |                  |        |
|  | 4                | 5                                | Rapaces de Gap     | 1                             | Ducs d'Angers      | 1                             |              |              |  |  |        |                  |        |
|  | 4                |                                  |                    |                               | Ducs d'Angers      | 1                             |              |              |  |  |        |                  |        |
|  | 5                | Rapaces de Gap                   | 4                  |                               |                    |                               |              |              |  |  |        |                  |        |
|  |                  |                                  |                    |                               |                    |                               |              |              |  |  | 1      | Dragons de Rouen | 3      |
|  |                  |                                  | 2                  | Brûleurs de loups de Grenoble | 4                  |                               |              |              |  |  |        |                  |        |
|  | 2                | Brûleurs de loups de Grenoble    | 4                  |                               |                    |                               |              |              |  |  |        |                  |        |
|  | 7                | Aigles de Nice                   | 0                  |                               |                    |                               |              |              |  |  |        |                  |        |
|  | 7                | Aigles de Nice                   | 0                  |                               | 2                  | Brûleurs de loups de Grenoble | 4            |              |  |  |        |                  |        |
|  |                  |                                  |                    |                               | 2                  | Brûleurs de loups de Grenoble | 4            |              |  |  |        |                  |        |
|  |                  | 3                                | Gothiques d'Amiens | 0                             |                    |                               |              |              |  |  |        |                  |        |
|  | 3                | 3                                | Gothiques d'Amiens | 0                             | Gothiques d'Amiens | 4                             |              |              |  |  |        |                  |        |
|  | 3                |                                  |                    |                               | Gothiques d'Amiens | 4                             |              |              |  |  |        |                  |        |
|  | 6                | Boxers de Bordeaux               | 3                  |                               |                    |                               |              |              |  |  |        |                  |        |

#### Quarts de finale
Les quarts de finale ont lieu du 1er au 12 mars 2019.

#### Demi-finales
Les demi-finales ont lieu du 15 au 22 mars 2019.

#### Finale
La finale a lieu du 29 mars au 9 avril 2019.

### Effectif champion
| Vainqueurs de la Ligue Magnus Brûleurs de loups de Grenoble | Gardiens de but : Antoine Bonvalot, Loïc Corvez, Lukas Horak Défenseurs : Sébastien Bisaillon, Connor Hardowa, Kyle Hardy, Dominik Kramar, Aleksandar Magovac, Antonin Manavian, Patrick McEachen, Lucien Onno, Christophe Tartari (A), Teddy Trabichet Attaquants : Mathias Arnaud, Julien Baylacq, Joël Champagne (C), Lauric Convert, Teddy Da Costa, Aurélien Dair , Hugo Dechelle, Dylan Fabre, Damien Fleury (A), Bostjan Golicic, Vincent Kara, Denny Kearney, Adel Koudri, Olivier Latendresse, Guillaume Leclerc, Maxime Legault, Maxence Leroux, Julien Munoz, Timothé Quattrone, Sébastien Rohat, Sacha Treille, Gaëtan Villiot Entraîneur en chef : Edo Terglav Entraîneur adjoint : Romain Guibet |

### Poule de maintien
Les quatre derniers de la saison régulière s'affrontent dans une poule de relégation sous le format d'un mini-championnat en matches aller-retour à l'issue duquel le dernier est relégué en Division 1. Ces quatre équipes conservent l'ensemble de leurs points gagnés au cours de la saison régulière.

#### Résultats
Le score de l'équipe à domicile, située dans la colonne de gauche, est inscrit en premier.
| Bilan de la poule de maintien | AGL     | LYO | MUL | STR     |
| Anglet                        |         | 2-6 | 6-3 | 6-3     |
| Lyon                          | 6-7 Pr. |     | 3-4 | 8-7 Pr. |
| Mulhouse                      | 3-4     | 5-3 |     | 8-0     |
| Strasbourg                    | 2-3     | 4-7 | 1-6 |         |

Pr. : Prolongation    -    TF : Tirs de fusillade

#### Classement
| Clt   | Équipe     | PJ | V  | VP | D  | DP | BP  | BC  | Diff | Pts     |
| ----- | ---------- | -- | -- | -- | -- | -- | --- | --- | ---- | ------- |
| +009, | Anglet     | 50 | 16 | 3  | 25 | 6  | 144 | 188 | -44  | 60 (14) |
| +010, | Mulhouse   | 50 | 15 | 5  | 25 | 5  | 137 | 182 | -45  | 60 (12) |
| +011, | Lyon       | 50 | 14 | 7  | 26 | 3  | 145 | 175 | -30  | 59 (9)  |
| +012, | Strasbourg | 50 | 7  | 3  | 34 | 6  | 125 | 228 | -103 | 33 (1)  |

- relégué en Division 1

- Date de mise à jour : 29 mars 2019
- Nota concernant les points : Le nombre de points indiqué correspond au cumul de points entre la saison régulière et la phase de relégation. Le nombre de points acquis en poule de maintien figure entre parenthèses.

## Division 1

### Équipes engagées
| \| Brest Briançon Caen Cergy-Pontoise Chambéry Cholet Dunkerque La Roche-sur-Yon Marseille Mont-Blanc Montpellier Nantes Neuilly-sur-Marne Tours \| Localisation des clubs engagés dans le championnat de France de Division 1. |
| Brest Briançon Caen Cergy-Pontoise Chambéry Cholet Dunkerque La Roche-sur-Yon Marseille Mont-Blanc Montpellier Nantes Neuilly-sur-Marne Tours                                                                                   |

Les équipes engagées en Division 1 sont au nombre de 14.
| Club                        | Classement 2017-2018 | Entraîneur        | Patinoire                                      | Capacité théorique |
| --------------------------- | -------------------- | ----------------- | ---------------------------------------------- | ------------------ |
| Albatros de Brest           | 2e                   | Sylvain Codère    | Rïnkla Stadium                                 | 1 200              |
| Corsaires de Nantes         | 3e                   | Daniel Babka      | Patinoire du Petit Port                        | 1 060              |
| Bisons de Neuilly-sur-Marne | 4e                   | Frank Spinozzi    | Patinoire municipale de Neuilly-sur-Marne      | 500 à 700          |
| Diables rouges de Briançon  | 5e                   | Claude Devèze     | Patinoire René-Froger                          | 2 300              |
| Remparts de Tours           | 6e                   | Rodolphe Garnier  | Patinoire de Tours                             | 1 760              |
| Aigles de La Roche-sur-Yon  | 7e                   | Serge Forcier     | Complexe Arago                                 | 1 200              |
| Yétis du Mont-Blanc         | 8e                   | Julien Guimard    | Patinoire de Saint-Gervais Patinoire de Megève | 1 800 2 900        |
| Drakkars de Caen            | 9e                   | Luc Chauvel       | Patinoire de Caen la mer                       | 1 499              |
| Dogs de Cholet              | 10e                  | Julien Pihant     | Pôle Sportif Glisséo                           | 1 200              |
| Corsaires de Dunkerque      | 11e                  | Antoine Richer    | Patinoire Michel-Raffoux                       | 900                |
| Jokers de Cergy-Pontoise    | 12e                  | Jonathan Paredes  | Aren'ice                                       | 3 000              |
| Éléphants de Chambéry       | 1er (Division 2)     | Romain Sadoine    | Patinoire Buisson Rond                         | 1 200              |
| Vipers de Montpellier       | 2e (Division 2)      | Stéphane Gros     | Patinoire Végapolis                            | 1 200 à 2 400      |
| Spartiates de Marseille     | 5e (Division 2)      | Luc Tardif Junior | Palais omnisports Marseille Grand Est          | 5 504              |

Légende des couleurs
- Promu de Division 2 2017-2018

### Saison régulière
La saison régulière se joue du 15 septembre 2018 au 2 mars 2019. Les quatorze équipes sont réunies au sein d'une poule unique qui se joue en matchs aller-retour.
Les huit premiers se qualifient pour les séries éliminatoires, dont le vainqueur sera sportivement promu en Ligue Magnus.
Chaque tour des séries éliminatoires se joue au meilleur des cinq matchs (matchs 1 et 2 chez le mieux classé de la phase régulière, matchs et 3 et 4 chez le moins bien classé, match 5 chez le mieux classé).
Les quatre derniers jouent une phase de relégation, entre le 9 mars et le 13 avril 2019. Cette phase est un mini-championnat en matchs aller-retour à l'issue duquel les deux derniers sont relégués en Division 2.

#### Résultats
Le score de l'équipe à domicile, située dans la colonne de gauche, est inscrit en premier.
| Résultats (dom.\ext.)                                              | BRE     | BRI     | CAE     | CER     | CHM     | CHO     | DUN     | LRY     | MAR     | MON | M-B     | NAN      | NEU      | TRS     |
| Albatros de Brest                                                  |         | 3-4 Pr. | 5-1     | 3-1     | 5-3     | 6-1     | 3-2 Pr. | 6-8     | 3-0     | 4-1 | 5-3     | 5-2      | 4-3      | 2-3 Pr. |
| Diables rouges de Briançon                                         | 6-7     |         | 1-2     | 2-3     | 3-2     | 5-4 Pr. | 7-3     | 6-3     | 3-6     | 5-1 | 2-3 TF  | 6-3      | 3-1      | 4-2     |
| Drakkars de Caen                                                   | 3-2 TF  | 3-4 Pr. |         | 0-1     | 5-4 TF  | 3-2 Pr. | 5-2     | 3-2 Pr. | 6-1     | 3-2 | 2-3     | 1-0      | 1-2 Pr.  | 3-2     |
| Jokers de Cergy-Pontoise                                           | 3-2 TF  | 1-2     | 3-2     |         | 1-0     | 3-1     | 6-2     | 4-0     | 5-4 TF  | 3-2 | 11-0    | 4-3 Prl. | 4-3 Prl. | 5-0     |
| Éléphants de Chambéry                                              | 3-10    | 2-6     | 1-7     | 2-8     |         | 6-3     | 3-4 Pr. | 3-5     | 6-5     | 3-4 | 8-9 Pr. | 4-5 Pr.  | 4-8      | 1-10    |
| Dogs de Cholet                                                     | 4-1     | 5-2     | 1-2 Pr. | 5-3     | 6-3     |         | 6-4     | 7-4     | 2-3 Pr. | 1-2 | 3-2     | 2-3      | 3-2      | 3-4 Pr. |
| Corsaires de Dunkerque                                             | 4-3 TF  | 4-3 Pr. | 1-3     | 6-5 Pr. | 7-6     | 8-3     |         | 2-5     | 3-2 Pr. | 3-5 | 6-3     | 5-3      | 2-1 Pr.  | 2-4     |
| Aigles de La Roche-sur-Yon                                         | 2-7     | 1-2 Pr. | 4-3 Pr. | 5-2     | 2-4     | 1-4     | 5-3     |         | 7-4     | 5-1 | 1-2 Pr. | 3-4      | 3-4 TF   | 5-7     |
| Spartiates de Marseille                                            | 5-6 Pr. | 1-3     | 4-2     | 4-2     | 4-3 Pr. | 4-3     | 6-5 Pr. | 3-4 Pr. |         | 5-2 | 1-3     | 4-1      | 3-1      | 3-0     |
| Vipers de Montpellier                                              | 5-3     | 1-4     | 3-0     | 4-2     | 8-1     | 2-9     | 4-5     | 3-2     | 0-3     |     | 6-3     | 1-2      | 2-7      | 4-3 Pr. |
| Yétis du Mont-Blanc                                                | 6-8     | 6-4     | 1-2 Pr. | 1-7     | 8-7 Pr. | 4-1     | 2-3     | 4-5     | 4-2     | 3-5 |         | 2-3      | 6-3      | 3-2     |
| Corsaires de Nantes                                                | 3-4     | 4-2     | 2-3     | 1-5     | 7-2     | 2-3     | 2-4     | 4-0     | 1-5     | 5-0 | 4-1     |          | 2-4      | 4-1     |
| Bisons de Neuilly-sur-Marne                                        | 3-1     | 4-2     | 4-2     | 6-2     | 4-2     | 2-1 TF  | 4-1     | 2-0     | 2-5     | 4-2 | 5-3     | 4-1      |          | 3-4 Pr. |
| Remparts de Tours                                                  | 2-3     | 4-3     | 7-1     | 4-5 Pr. | 5-2     | 4-6     | 0-3     | 4-2     | 7-1     | 6-4 | 1-2     | 5-6      | 5-1      |         |
| - Victoire à domicile - Victoire à l'extérieur - Match non disputé |         |         |         |         |         |         |         |         |         |     |         |          |          |         |

Pr. : Prolongation    -    TF : Tirs de fusillade

#### Classement
Pour l'attribution des points, voir la section « Règlement » ci-dessus.
| Clt   | Équipe            | PJ | V  | VP | D  | DP | BP  | BC  | Diff | Pts |
| ----- | ----------------- | -- | -- | -- | -- | -- | --- | --- | ---- | --- |
| +001, | Brest             | 26 | 15 | 2  | 4  | 5  | 111 | 81  | +30  | 54  |
| +002, | Cergy-Pontoise    | 26 | 13 | 5  | 7  | 1  | 99  | 64  | +35  | 50  |
| +003, | Neuilly-sur-Marne | 26 | 13 | 3  | 7  | 3  | 87  | 68  | +19  | 48  |
| +004, | Marseille         | 26 | 11 | 3  | 8  | 4  | 88  | 84  | +4   | 43  |
| +005, | Briançon          | 26 | 11 | 4  | 9  | 2  | 94  | 79  | +15  | 43  |
| +006, | Caen              | 26 | 9  | 6  | 8  | 3  | 69  | 64  | +5   | 42  |
| +007, | Cholet            | 26 | 12 | 0  | 8  | 6  | 89  | 83  | +6   | 42  |
| +008, | Dunkerque         | 26 | 8  | 6  | 10 | 2  | 94  | 99  | -5   | 38  |
| +009, | Tours             | 26 | 10 | 3  | 11 | 2  | 96  | 81  | +15  | 38  |
| +010, | Nantes            | 26 | 11 | 1  | 13 | 1  | 77  | 80  | -3   | 36  |
| +011, | Mont-Blanc        | 26 | 8  | 4  | 13 | 1  | 88  | 108 | -20  | 33  |
| +012, | La Roche-sur-Yon  | 26 | 8  | 2  | 12 | 4  | 85  | 99  | -14  | 32  |
| +013, | Montpellier       | 26 | 10 | 1  | 15 | 0  | 75  | 94  | -19  | 32  |
| +014, | Chambéry          | 26 | 3  | 0  | 17 | 6  | 85  | 149 | -64  | 15  |

- Qualifié pour les séries éliminatoires
- Dispute la phase de relégation

En italique : qualification acquise en séries

#### Meilleurs pointeurs
| Clt | Joueur            | Équipe                                  | PJ | B  | A  | Pts | Pun |
| --- | ----------------- | --------------------------------------- | -- | -- | -- | --- | --- |
| 1   | Jonathan Joanette | Éléphants de Chambéry Albatros de Brest | 24 | 18 | 25 | 43  | 52  |
| 2   | Alexandre Demers  | Diables rouges de Briançon              | 26 | 19 | 22 | 41  | 54  |
| 3   | Francis Drolet    | Diables rouges de Briançon              | 26 | 13 | 26 | 39  | 18  |
| 4   | Samuli Kivimäki   | Albatros de Brest                       | 23 | 23 | 14 | 37  | 8   |
| 4   | Deniss Baškatovs  | Spartiates de Marseille                 | 26 | 10 | 27 | 37  | 42  |

Mise à jour : 2 mars 2019

### Séries éliminatoires

#### Play-offs
Les séries éliminatoires se jouent du 9 mars 2019 au 14 avril 2019. Les 8 équipes les mieux classées à l'issue de la saison régulière sont qualifiées pour les quarts de finale des séries éliminatoires.
Chaque tour se dispute au meilleur des 5 matches. Le vainqueur de la finale est sacré champion de Division 1 et est promu en Ligue Magnus.
Les deux premiers sont joués chez l'équipe la mieux classée, les deux suivants chez la moins bien classée et le dernier chez la mieux classée.
|  |                             |                             |                             |                  |                  |                  |                  |                          |     |              |              |              |              |                    |              |              |                            |     |        |        |        |        |        |        |        |  |
|  | Quarts de finale            | Quarts de finale            | Quarts de finale            | Quarts de finale | Quarts de finale | Quarts de finale | Quarts de finale |                          |     | Demi-finales | Demi-finales | Demi-finales | Demi-finales | Demi-finales       | Demi-finales | Demi-finales |                            |     | Finale | Finale | Finale | Finale | Finale | Finale | Finale |  |
|  | 9 au 17 mars 2019,          |                             |                             |                  |                  |                  |                  |                          |     |              |              |              |              |                    |              |              |                            |     |        |        |        |        |        |        |        |  |
|  |                             |                             |                             |                  |                  |                  |                  |                          |     |              |              |              |              |                    |              |              |                            |     |        |        |        |        |        |        |        |  |
|  | Albatros de Brest           | (1)                         | 5                           | 2                | 1                | 3                | 2                |                          |     |              |              |              |              |                    |              |              |                            |     |        |        |        |        |        |        |        |  |
|  | Albatros de Brest           | (1)                         | 5                           | 2                | 1                | 3                | 2                | 23 au 28 mars 2019       |     |              |              |              |              |                    |              |              |                            |     |        |        |        |        |        |        |        |  |
|  | Corsaires de Dunkerque      | (8)                         | 3                           | 1                | 5                | 4                | 1                |                          |     |              |              |              |              |                    |              |              |                            |     |        |        |        |        |        |        |        |  |
|  | Corsaires de Dunkerque      | (8)                         | 3                           | 1                | 5                | 4                | 1                | Albatros de Brest        | (1) | 2            | 0            | 5            | 1            |                    |              |              |                            |     |        |        |        |        |        |        |        |  |
|  | 9 au 17 mars 2019,          |                             |                             |                  |                  |                  |                  | Albatros de Brest        | (1) | 2            | 0            | 5            | 1            |                    |              |              |                            |     |        |        |        |        |        |        |        |  |
|  |                             |                             | Diables rouges de Briançon  | (5)              | 3                | 2                | 3                | 6                        |     |              |              |              |              |                    |              |              |                            |     |        |        |        |        |        |        |        |  |
|  | Spartiates de Marseille     | (4)                         | Diables rouges de Briançon  | (5)              | 3                | 2                | 3                | 6                        | 2   | 5            | 4            | 4            | 1            |                    |              |              |                            |     |        |        |        |        |        |        |        |  |
|  | Spartiates de Marseille     | (4)                         |                             |                  |                  |                  |                  |                          | 2   | 5            | 4            | 4            | 1            | 6 au 10 avril 2019 |              |              |                            |     |        |        |        |        |        |        |        |  |
|  | Diables rouges de Briançon  | (5)                         | 3                           | 3                | 5                | 3                | 2                |                          |     |              |              |              |              |                    |              |              |                            |     |        |        |        |        |        |        |        |  |
|  | Diables rouges de Briançon  | (5)                         | 3                           | 3                | 5                | 3                | 2                |                          |     |              |              |              |              |                    |              |              | Diables rouges de Briançon | (5) | 6      | 2      | 4      |        |        |        |        |  |
|  | 9 au 17 mars 2019           |                             |                             |                  |                  |                  |                  |                          |     |              |              |              |              |                    |              |              | Diables rouges de Briançon | (5) | 6      | 2      | 4      |        |        |        |        |  |
|  |                             | Bisons de Neuilly-sur-Marne | (3)                         | 5                | 0                | 2                |                  |                          |     |              |              |              |              |                    |              |              |                            |     |        |        |        |        |        |        |        |  |
|  | Jokers de Cergy-Pontoise    | Bisons de Neuilly-sur-Marne | (3)                         | 5                | 0                | 2                | (2)              | 3                        | 2   | 7            | 5            | 5            |              |                    |              |              |                            |     |        |        |        |        |        |        |        |  |
|  | Jokers de Cergy-Pontoise    | 23 au 31 mars 2019          |                             |                  |                  |                  | (2)              | 3                        | 2   | 7            | 5            | 5            |              |                    |              |              |                            |     |        |        |        |        |        |        |        |  |
|  | Dogs de Cholet              | (7)                         | 4                           | 3                | 6                | 4                | 2                |                          |     |              |              |              |              |                    |              |              |                            |     |        |        |        |        |        |        |        |  |
|  | Dogs de Cholet              | (7)                         | 4                           | 3                | 6                | 4                | 2                | Jokers de Cergy-Pontoise | (2) | 2            | 1            | 5            | 1            | 0                  |              |              |                            |     |        |        |        |        |        |        |        |  |
|  | 9 au 13 mars 2019           |                             |                             |                  |                  |                  |                  | Jokers de Cergy-Pontoise | (2) | 2            | 1            | 5            | 1            | 0                  |              |              |                            |     |        |        |        |        |        |        |        |  |
|  |                             |                             | Bisons de Neuilly-sur-Marne | (3)              | 1                | 2                | 2                | 2                        | 4   |              |              |              |              |                    |              |              |                            |     |        |        |        |        |        |        |        |  |
|  | Bisons de Neuilly-sur-Marne | (3)                         | Bisons de Neuilly-sur-Marne | (3)              | 1                | 2                | 2                | 2                        | 4   | 4            | 1            | 3            |              |                    |              |              |                            |     |        |        |        |        |        |        |        |  |
|  | Bisons de Neuilly-sur-Marne | (3)                         |                             |                  |                  |                  |                  |                          |     | 4            | 1            | 3            |              |                    |              |              |                            |     |        |        |        |        |        |        |        |  |
|  | Drakkars de Caen            | (6)                         | 2                           | 0                | 1                |                  |                  |                          |     |              |              |              |              |                    |              |              |                            |     |        |        |        |        |        |        |        |  |
|  | Drakkars de Caen            | (6)                         | 2                           | 0                | 1                |                  |                  |                          |     |              |              |              |              |                    |              |              |                            |     |        |        |        |        |        |        |        |  |

#### Poule de maintien
Les quatre derniers de la saison régulière s'affrontent dans une poule de relégation sous le format d'un mini-championnat en matches aller-retour à l'issue duquel les deux derniers sont relégués en Division 2. Les résultats des confrontations entre chaque équipe durant la saison régulière sont conservés.

##### Résultats
Le score de l'équipe à domicile, située dans la colonne de gauche, est inscrit en premier.
| Bilan de la saison régulière                                       | CHM     | LRY | MON | M-B     |
| Éléphants de Chambéry                                              |         | 3-5 | 3-4 | 8-9 Pr. |
| Aigles de La Roche-sur-Yon                                         | 2-4     |     | 5-1 | 1-2 Pr. |
| Vipers de Montpellier                                              | 8-1     | 3-2 |     | 6-3     |
| Yétis du Mont-Blanc                                                | 8-7 Pr. | 4-5 | 3-5 |         |
| - Victoire à domicile - Victoire à l'extérieur - Match non disputé |         |     |     |         |

| Bilan de la poule de maintien | CHM | LRY | MON     | M-B     |
| Chambéry                      |     | 2-5 | 1-4     | 4-6     |
| La Roche                      | 4-2 |     | 3-4 Pr. | 2-4     |
| Montpellier                   | 7-3 | 3-6 |         | 7-6 Pr. |
| Mont-Blanc                    | 8-5 | 6-4 | 3-2     |         |

Pr. : Prolongation    -    TF : Tirs de fusillade

##### Classement
| Clt   | Équipe           | PJ | V | VP | D | DP | BP | BC | Diff | Pts     |
| ----- | ---------------- | -- | - | -- | - | -- | -- | -- | ---- | ------- |
| +011, | Montpellier      | 12 | 7 | 2  | 3 | 0  | 54 | 39 | +15  | 25 (10) |
| +012, | Mont-Blanc       | 12 | 5 | 3  | 3 | 1  | 62 | 56 | +6   | 22 (16) |
| +013, | La Roche-sur-Yon | 12 | 6 | 0  | 4 | 2  | 44 | 38 | +6   | 20 (10) |
| +014, | Chambéry         | 12 | 1 | 0  | 9 | 2  | 43 | 70 | -27  | 5 (0)   |

- relégué en Division 2

- Date de mise à jour : 14 avril 2019
- Nota concernant les points : Le nombre de points indiqué correspond au cumul de points entre la saison régulière et la phase de relégation. Le nombre de points acquis en poule de maintien figure entre parenthèses.

## Division 2

### Équipes engagées
Les équipes engagées en Division 2 sont donc au nombre de vingt (dont deux équipes réserves). Elles sont réparties en deux poules de dix :
| Club                            | Classement 2017-2018 | Entraîneur       | Patinoire                                                   | Capacité théorique |
| ------------------------------- | -------------------- | ---------------- | ----------------------------------------------------------- | ------------------ |
| Gaulois de Châlons-en-Champagne | 6e                   | Tristant Lohou   | Patinoire Cités Glace                                       | 700                |
| Red Dogs d'Amnéville            | 7e                   | Pierrick Rézard  | Patinoire du Centre de Loisirs                              | 550                |
| Jets d'Évry Viry                | 9e                   | Jan Timko        | Patinoire des Lacs de l'Essonne Patinoire François Le Comte | 900 250            |
| Comètes de Meudon               | 10e                  | Francis Larivée  | Patinoire de Meudon                                         | 500                |
| Lions de Wasquehal              | 11e                  | Fabien Chardon   | Patinoire Serge Charles Lille                               | 400                |
| Dragons de Rouen II             | 12e                  | Ari Salo         | L'Île Lacroix                                               | 2 747              |
| Diables rouges de Valenciennes  | 14e                  | Anton Rojko      | Patinoire Valigloo                                          | 700                |
| Français volants de Paris       | 16e                  | Jérôme Pourtanel | Patinoire Sonja-Henie                                       | 350                |
| Strasbourg II                   | 18e                  | Tarik Chipaux    | Patinoire Iceberg                                           | 1 200 à 2 400      |
| Titans de Colmar                | 2e (Division 3)      | Michel Rothfuss  | Patinoire de Colmar                                         | 1 200              |

| Club                           | Classement 2017-2018 | Entraîneur                   | Patinoire                                                                      | Capacité théorique |
| ------------------------------ | -------------------- | ---------------------------- | ------------------------------------------------------------------------------ | ------------------ |
| Bouquetins du HCMP             | 13e (Division 1)     | Pierre Rossat-Mignod         | Patinoire de Courchevel Patinoire de Méribel Patinoire de Pralognan-la-Vanoise | 1 000 2 500 1 800  |
| Chevaliers du lac d'Annecy     | 14e (Division 1)     | Martin Millerioux Cyril Papa | Complexe Jean Régis                                                            | 1 650              |
| Sangliers Arvernes de Clermont | 3e                   | Éric Sarliève                | Patinoire Clermont Communauté                                                  | 2 500              |
| Bélougas de Toulouse-Blagnac   | 4e                   | Eddy Martin-Whalen           | Patinoire Jacques-Raynaud Patinoire Alex Jany                                  | 1 200 981          |
| Ours de Villard-de-Lans        | 8e                   | Pierre-Antoine Simonneau     | Patinoire André Ravix                                                          | 2 000              |
| Renards de Roanne              | 13e                  | Romain Bonnefond             | Patinoire Fontalon                                                             | 500 à 1 350        |
| Grizzlys de Vaujany            | 15e                  | Fabrice Texier               | Patinoire de Vaujany                                                           | 900                |
| Lynx de Valence                | 17e                  | Jean-Michel Bortino          | Le Polygone                                                                    | 1 000              |
| Taureaux de feu de Limoges     | 19e                  | Thomas Etienne               | Patinoire municipale des Casseaux                                              | 990                |
| Pingouins de Morzine-Avoriaz   | 1er (Division 3)     | Alain Boisson                | Škoda Arena                                                                    | 1 280              |

Légende des couleurs
- Promu de Division 3 2017-2018
- Relégué de Division 1 2017-2018

### Saison régulière
La saison régulière se joue du 22 septembre 2018 au 9 février 2019.
Les huit premiers de chaque poule se qualifient pour les séries éliminatoires. L'ensemble des tours se dispute au meilleur des 3 matches ; la 1re rencontre se joue chez l'équipe la moins bien classée, la 2e et éventuellement la 3e chez la mieux classée. Le vainqueur de la finale est sacré champion de Division 2. Il est promu en Division 1, de même que le finaliste vaincu.
Les deux derniers de chaque poule jouent une phase de relégation, entre le 23 février 2018 et le 6 avril 2018. Cette phase est un mini-championnat en matchs aller-retour à l'issue duquel les deux derniers sont relégués en Division 3.

#### Poule A
Le score de l'équipe à domicile, située dans la colonne de gauche, est inscrit en premier.
| Résultats (dom.\ext.)                                              | AMN     | CHL     | COL     | ÉVY     | MEU     | PAR     | ROU     | STR  | VAC     | WAS |
| Red Dogs d'Amnéville                                               |         | 3-5     | 5-8     | 2-4     | 6-3     | 5-4     | 6-2     | 4-1  | 8-5     | 4-2 |
| Gaulois de Châlons-en-Champagne                                    | 4-3 Pr. |         | 3-4 Pr. | 10-6    | 2-7     | 5-4     | 4-3 Pr. | 8-6  | 8-3     | 4-6 |
| Titans de Colmar                                                   | 3-6     | 5-4 Pr. |         | 2-3     | 3-6     | 4-2     | 4-1     | 9-2  | 3-4     | 4-7 |
| Jets d'Évry Viry                                                   | 7-3     | 8-2     | 8-4     |         | 9-4     | 7-1     | 6-5     | 3-4  | 6-3     | 8-4 |
| Comètes de Meudon                                                  | 4-8     | 7-5     | 6-3     | 2-4     |         | 10-3    | 3-4     | 13-2 | 5-3     | 2-3 |
| Français volants de Paris                                          | 1-4     | 6-3     | 2-3     | 3-4     | 3-2 Pr. |         | 6-1     | 5-1  | 3-5     | 3-5 |
| Dragons de Rouen II                                                | 4-2     | 8-3     | 6-3     | 5-6 Pr. | 5-7     | 2-3 TF  |         | 4-3  | 2-1 Pr. | 8-4 |
| CSG Strasbourg II                                                  | 4-3     | 1-4     | 5-4 Pr. | 2-4     | 4-0     | 2-3 Pr. | 1-4     |      | 5-2     | 0-4 |
| Diables rouges de Valenciennes                                     | 1-4     | 11-3    | 1-8     | 0-3     | 7-1     | 3-4     | 7-10    | 7-4  |         | 1-6 |
| Lions de Wasquehal                                                 | 2-5     | 3-5     | 1-3     | 5-3     | 3-1     | 8-2     | 5-3     | 3-4  | 10-3    |     |
| - Victoire à domicile - Victoire à l'extérieur - Match non disputé |         |         |         |         |         |         |         |      |         |     |

Pr. : Prolongation    -    TF : Tirs de fusillade
| Clt   | Équipe               | PJ | V  | VP | D  | DP | BP | BC | Diff | Pts |
| ----- | -------------------- | -- | -- | -- | -- | -- | -- | -- | ---- | --- |
| +001, | Évry Viry            | 18 | 14 | 1  | 3  | 0  | 99 | 61 | +38  | 44  |
| +002, | Amnéville            | 18 | 11 | 0  | 6  | 1  | 81 | 64 | +17  | 34  |
| +003, | Wasquehal            | 18 | 11 | 0  | 7  | 0  | 81 | 63 | +18  | 33  |
| +004, | Rouen II             | 18 | 8  | 1  | 6  | 3  | 77 | 74 | +3   | 29  |
| +005, | Châlons-en-Champagne | 18 | 7  | 2  | 7  | 2  | 82 | 94 | -12  | 27  |
| +006, | Colmar               | 18 | 8  | 1  | 8  | 1  | 77 | 72 | +5   | 26  |
| +007, | Meudon               | 18 | 8  | 0  | 9  | 1  | 83 | 77 | +6   | 25  |
| +008, | Paris                | 18 | 4  | 3  | 11 | 0  | 58 | 74 | -16  | 18  |
| +009, | Strasbourg II        | 18 | 5  | 1  | 11 | 1  | 51 | 84 | -33  | 18  |
| +010, | Valenciennes         | 18 | 5  | 0  | 13 | 1  | 67 | 93 | -26  | 16  |

- Qualifié pour les séries
- Dispute la poule de maintien

#### Poule B
Le score de l'équipe à domicile, située dans la colonne de gauche, est inscrit en premier.
| Résultats (dom.\ext.)                                              | ANN     | CLE | CMP     | LIM    | MOR     | ROA     | TLS     | VAL     | VAU     | VIL     |
| Chevaliers du lac d'Annecy                                         |         | 1-6 | 3-4     | 4-1    | 3-2     | 2-1 Pr. | 5-1     | 5-4     | 4-3 Pr. | 3-2 Pr. |
| Sangliers Arvernes de Clermont                                     | 3-1     |     | 4-3     | 6-0    | 2-4     | 4-3     | 4-2     | 3-2 Pr. | 5-2     | 3-2 Pr. |
| Bouquetins du HCMP                                                 | 3-4 Pr. | 2-1 |         | 10-0   | 5-2     | 7-3     | 6-3     | 8-4     | 12-4    | 5-3     |
| Taureaux de feu de Limoges                                         | 0-9     | 1-5 | 1-4     |        | 3-6     | 5-1     | 3-9     | 4-9     | 5-4     | 3-10    |
| Pingouins de Morzine-Avoriaz                                       | 1-5     | 2-4 | 5-4 Pr. | 10-0   |         | 8-2     | 5-2     | 9-4     | 6-2     | 6-3     |
| Renards de Roanne                                                  | 5-6 Pr. | 2-5 | 2-4     | 11-1   | 5-3     |         | 5-6     | 1-5     | 8-1     | 9-2     |
| Bélougas de Toulouse-Blagnac                                       | 1-2     | 9-1 | 3-1     | 10-1   | 3-2 Pr. | 4-2     |         | 7-5     | 7-2     | 4-3 Pr. |
| Lynx de Valence                                                    | 3-6     | 3-4 | 4-3 Pr. | 10-1   | 3-5     | 2-3     | 5-6 Pr. |         | 4-0     | 7-1     |
| Grizzlys de Vaujany                                                | 1-4     | 1-6 | 0-7     | 7-2    | 1-4     | 1-6     | 0-4     | 5-1     |         | 2-1     |
| Ours de Villard-de-Lans                                            | 8-5     | 1-3 | 3-6     | 3-2 TF | 10-2    | 3-0     | 2-1 Pr. | 4-5 Pr. | 2-0     |         |
| - Victoire à domicile - Victoire à l'extérieur - Match non disputé |         |     |         |        |         |         |         |         |         |         |

Pr. : Prolongation    -    TF : Tirs de fusillade
| Clt   | Équipe                       | PJ | V  | VP | D  | DP | BP | BC  | Diff | Pts |
| ----- | ---------------------------- | -- | -- | -- | -- | -- | -- | --- | ---- | --- |
| +001, | Clermont-Ferrand             | 18 | 13 | 2  | 3  | 0  | 69 | 41  | +28  | 43  |
| +002, | Courchevel Méribel Pralognan | 18 | 13 | 0  | 2  | 3  | 94 | 49  | +45  | 42  |
| +003, | Annecy                       | 18 | 9  | 5  | 4  | 0  | 72 | 49  | +23  | 37  |
| +004, | Toulouse-Blagnac             | 18 | 9  | 3  | 5  | 1  | 82 | 54  | +28  | 34  |
| +005, | Morzine-Avoriaz              | 18 | 10 | 1  | 6  | 1  | 82 | 61  | +21  | 33  |
| +006, | Villard-de-Lans              | 18 | 5  | 2  | 7  | 4  | 63 | 66  | -3   | 23  |
| +007, | Valence                      | 18 | 5  | 2  | 9  | 2  | 80 | 75  | +5   | 21  |
| +008, | Roanne                       | 18 | 6  | 0  | 10 | 2  | 69 | 69  | 0    | 20  |
| +009, | Vaujany                      | 18 | 3  | 0  | 14 | 1  | 36 | 88  | -52  | 9   |
| +010, | Limoges                      | 18 | 2  | 0  | 15 | 1  | 33 | 128 | -95  | 7   |

- Qualifié pour les séries
- Dispute la poule de maintien

### Séries éliminatoires
Les séries éliminatoires se jouent du 23 février 2019 au 14 avril 2019. Les 8 équipes les mieux classées de chaque poule à l'issue de la saison régulière sont qualifiées pour les huitièmes de finale des séries éliminatoires. L'ensemble des tours se disputent au meilleur des 3 matches. Le vainqueur de la finale est sacré champion de Division 2 et est promu en Division 1 avec le finaliste.

#### Play-offs
|  |                                 |                                |                                |                                |                                |                                |    |                   |                            |                            |                            |                            |                            |                            |                    |                    |                    |                    |                    |        |        |        |        |        |
|  | Huitièmes de finale             | Huitièmes de finale            | Huitièmes de finale            | Huitièmes de finale            | Huitièmes de finale            |                                |    | Quarts de finale  | Quarts de finale           | Quarts de finale           | Quarts de finale           | Quarts de finale           |                            |                            | Finale             | Finale             | Finale             | Finale             | Finale             | Finale | Finale | Finale | Finale | Finale |
|  |                                 |                                |                                |                                |                                |                                |    |                   |                            |                            |                            |                            |                            |                            |                    |                    |                    |                    |                    |        |        |        |        |        |
|  |                                 |                                |                                |                                |                                |                                |    |                   | Demi-finales               |                            |                            |                            |                            |                            |                    |                    |                    |                    |                    |        |        |        |        |        |
|  | 23 février, 2 et 3 mars 2019    |                                |                                |                                |                                |                                |    |                   |                            |                            |                            |                            |                            |                            |                    |                    |                    |                    |                    |        |        |        |        |        |
|  |                                 |                                |                                |                                |                                |                                |    |                   |                            |                            |                            |                            |                            |                            |                    |                    |                    |                    |                    |        |        |        |        |        |
|  | Jets d'Évry Viry                | A1                             | 3                              | 6                              | 2                              |                                |    |                   |                            |                            |                            |                            |                            |                            |                    |                    |                    |                    |                    |        |        |        |        |        |
|  | Jets d'Évry Viry                | A1                             | 3                              | 6                              | 2                              | 10 et 16 mars 2019             |    |                   |                            |                            |                            |                            |                            |                            |                    |                    |                    |                    |                    |        |        |        |        |        |
|  | Renards de Roanne               | B8                             | 7                              | 1                              | 4                              |                                |    |                   |                            |                            |                            |                            |                            |                            |                    |                    |                    |                    |                    |        |        |        |        |        |
|  | Renards de Roanne               | B8                             | 7                              | 1                              | 4                              | Renards de Roanne              | B8 | 4                 | 8                          |                            |                            |                            |                            |                            |                    |                    |                    |                    |                    |        |        |        |        |        |
|  | 23 février et 2 mars 2019       |                                |                                |                                |                                | Renards de Roanne              | B8 | 4                 | 8                          |                            |                            |                            |                            |                            |                    |                    |                    |                    |                    |        |        |        |        |        |
|  |                                 |                                | Bélougas de Toulouse-Blagnac   | B4                             | 3                              | 6                              |    |                   |                            |                            |                            |                            |                            |                            |                    |                    |                    |                    |                    |        |        |        |        |        |
|  | Bélougas de Toulouse-Blagnac    | B4                             | Bélougas de Toulouse-Blagnac   | B4                             | 3                              | 6                              | 7  | 6                 |                            |                            |                            |                            |                            |                            |                    |                    |                    |                    |                    |        |        |        |        |        |
|  | Bélougas de Toulouse-Blagnac    | B4                             | 23, 30 et 31 mars 2019         |                                |                                |                                | 7  | 6                 |                            |                            |                            |                            |                            |                            |                    |                    |                    |                    |                    |        |        |        |        |        |
|  | Gaulois de Châlons-en-Champagne | A5                             | 3                              | 0                              |                                |                                |    |                   |                            |                            |                            |                            |                            |                            |                    |                    |                    |                    |                    |        |        |        |        |        |
|  | Gaulois de Châlons-en-Champagne | A5                             | 3                              | 0                              |                                |                                |    | Renards de Roanne | Renards de Roanne          | Renards de Roanne          | Renards de Roanne          | Renards de Roanne          | Renards de Roanne          | B8                         | 6                  | 0                  | 1                  |                    |                    |        |        |        |        |        |
|  | 23 février, 2 et 3 mars 2019    |                                |                                |                                |                                |                                |    | Renards de Roanne | Renards de Roanne          | Renards de Roanne          | Renards de Roanne          | Renards de Roanne          | Renards de Roanne          | B8                         | 6                  | 0                  | 1                  |                    |                    |        |        |        |        |        |
|  | Bouquetins du HCMP              | Bouquetins du HCMP             | Bouquetins du HCMP             | Bouquetins du HCMP             | Bouquetins du HCMP             | Bouquetins du HCMP             | B2 | 5                 | 5                          | 2                          |                            |                            |                            |                            |                    |                    |                    |                    |                    |        |        |        |        |        |
|  | Bouquetins du HCMP              | Bouquetins du HCMP             | Bouquetins du HCMP             | Bouquetins du HCMP             | Bouquetins du HCMP             | Bouquetins du HCMP             | B2 | 5                 | 5                          | 2                          | Lions de Wasquehal         | A3                         | 0                          | 5                          | 4                  |                    |                    |                    |                    |        |        |        |        |        |
|  | 9 et 16 mars 2019               |                                |                                |                                |                                |                                |    |                   |                            |                            | Lions de Wasquehal         | A3                         | 0                          | 5                          | 4                  |                    |                    |                    |                    |        |        |        |        |        |
|  | Ours de Villard-de-Lans         | B6                             | 7                              | 2                              | 3                              |                                |    |                   |                            |                            |                            |                            |                            |                            |                    |                    |                    |                    |                    |        |        |        |        |        |
|  | Ours de Villard-de-Lans         | B6                             | 7                              | 2                              | 3                              | Lions de Wasquehal             | A3 | 1                 | 1                          |                            |                            |                            |                            |                            |                    |                    |                    |                    |                    |        |        |        |        |        |
|  | 23 février et 2 mars 2019       |                                |                                |                                |                                | Lions de Wasquehal             | A3 | 1                 | 1                          |                            |                            |                            |                            |                            |                    |                    |                    |                    |                    |        |        |        |        |        |
|  |                                 |                                | Bouquetins du HCMP             | B2                             | 2                              | 6                              |    |                   |                            |                            |                            |                            |                            |                            |                    |                    |                    |                    |                    |        |        |        |        |        |
|  | Bouquetins du HCMP              | B2                             | Bouquetins du HCMP             | B2                             | 2                              | 6                              | 8  | 4                 |                            |                            |                            |                            |                            |                            |                    |                    |                    |                    |                    |        |        |        |        |        |
|  | Bouquetins du HCMP              | B2                             |                                |                                |                                |                                | 8  | 4                 | 6 et 13 avril 2019         |                            |                            |                            |                            |                            |                    |                    |                    |                    |                    |        |        |        |        |        |
|  | Comètes de Meudon               | A7                             | 7                              | 1                              |                                |                                |    |                   |                            |                            |                            |                            |                            |                            |                    |                    |                    |                    |                    |        |        |        |        |        |
|  | Comètes de Meudon               | A7                             | 7                              | 1                              |                                |                                |    |                   |                            |                            |                            |                            |                            | Bouquetins du HCMP         | Bouquetins du HCMP | Bouquetins du HCMP | Bouquetins du HCMP | Bouquetins du HCMP | Bouquetins du HCMP | B2     | 2      | 2      |        |        |
|  | 23 février, 2 et 3 mars 2019    |                                |                                |                                |                                |                                |    |                   |                            |                            |                            |                            |                            | Bouquetins du HCMP         | Bouquetins du HCMP | Bouquetins du HCMP | Bouquetins du HCMP | Bouquetins du HCMP | Bouquetins du HCMP | B2     | 2      | 2      |        |        |
|  | Sangliers Arvernes de Clermont  | Sangliers Arvernes de Clermont | Sangliers Arvernes de Clermont | Sangliers Arvernes de Clermont | Sangliers Arvernes de Clermont | Sangliers Arvernes de Clermont | B1 | 3                 | 3                          |                            |                            |                            |                            |                            |                    |                    |                    |                    |                    |        |        |        |        |        |
|  | Sangliers Arvernes de Clermont  | Sangliers Arvernes de Clermont | Sangliers Arvernes de Clermont | Sangliers Arvernes de Clermont | Sangliers Arvernes de Clermont | Sangliers Arvernes de Clermont | B1 | 3                 | 3                          | Red Dogs d'Amnéville       | A2                         | 4                          | 7                          | 4                          |                    |                    |                    |                    |                    |        |        |        |        |        |
|  | 9 et 16 mars 2019               |                                |                                |                                |                                |                                |    |                   |                            | Red Dogs d'Amnéville       | A2                         | 4                          | 7                          | 4                          |                    |                    |                    |                    |                    |        |        |        |        |        |
|  | Lynx de Valence                 | B7                             | 5                              | 3                              | 0                              |                                |    |                   |                            |                            |                            |                            |                            |                            |                    |                    |                    |                    |                    |        |        |        |        |        |
|  | Lynx de Valence                 | B7                             | 5                              | 3                              | 0                              | Red Dogs d'Amnéville           | A2 | 2                 | 3                          |                            |                            |                            |                            |                            |                    |                    |                    |                    |                    |        |        |        |        |        |
|  | 23 février, 2 et 3 mars 2019    |                                |                                |                                |                                | Red Dogs d'Amnéville           | A2 | 2                 | 3                          |                            |                            |                            |                            |                            |                    |                    |                    |                    |                    |        |        |        |        |        |
|  |                                 |                                | Chevaliers du lac d'Annecy     | B3                             | 4                              | 5                              |    |                   |                            |                            |                            |                            |                            |                            |                    |                    |                    |                    |                    |        |        |        |        |        |
|  | Chevaliers du lac d'Annecy      | B3                             | Chevaliers du lac d'Annecy     | B3                             | 4                              | 5                              | 2  | 5                 | 6                          |                            |                            |                            |                            |                            |                    |                    |                    |                    |                    |        |        |        |        |        |
|  | Chevaliers du lac d'Annecy      | B3                             | 23 et 30 mars 2019             |                                |                                |                                | 2  | 5                 | 6                          |                            |                            |                            |                            |                            |                    |                    |                    |                    |                    |        |        |        |        |        |
|  | Titans de Colmar                | A6                             | 3                              | 1                              | 3                              |                                |    |                   |                            |                            |                            |                            |                            |                            |                    |                    |                    |                    |                    |        |        |        |        |        |
|  | Titans de Colmar                | A6                             | 3                              | 1                              | 3                              |                                |    |                   | Chevaliers du lac d'Annecy | Chevaliers du lac d'Annecy | Chevaliers du lac d'Annecy | Chevaliers du lac d'Annecy | Chevaliers du lac d'Annecy | Chevaliers du lac d'Annecy | B3                 | 0                  | 1                  |                    |                    |        |        |        |        |        |
|  | 23 février et 2 mars 2019       |                                |                                |                                |                                |                                |    |                   | Chevaliers du lac d'Annecy | Chevaliers du lac d'Annecy | Chevaliers du lac d'Annecy | Chevaliers du lac d'Annecy | Chevaliers du lac d'Annecy | Chevaliers du lac d'Annecy | B3                 | 0                  | 1                  |                    |                    |        |        |        |        |        |
|  | Sangliers Arvernes de Clermont  | Sangliers Arvernes de Clermont | Sangliers Arvernes de Clermont | Sangliers Arvernes de Clermont | Sangliers Arvernes de Clermont | Sangliers Arvernes de Clermont | B1 | 1                 | 2                          |                            |                            |                            |                            |                            |                    |                    |                    |                    |                    |        |        |        |        |        |
|  | Sangliers Arvernes de Clermont  | Sangliers Arvernes de Clermont | Sangliers Arvernes de Clermont | Sangliers Arvernes de Clermont | Sangliers Arvernes de Clermont | Sangliers Arvernes de Clermont | B1 | 1                 | 2                          | Dragons de Rouen II        | A4                         | 5                          | 0                          |                            |                    |                    |                    |                    |                    |        |        |        |        |        |
|  | 9 et 16 mars 2019               |                                |                                |                                |                                |                                |    |                   |                            | Dragons de Rouen II        | A4                         | 5                          | 0                          |                            |                    |                    |                    |                    |                    |        |        |        |        |        |
|  | Pingouins de Morzine-Avoriaz    | B5                             | 6                              | 4                              |                                |                                |    |                   |                            |                            |                            |                            |                            |                            |                    |                    |                    |                    |                    |        |        |        |        |        |
|  | Pingouins de Morzine-Avoriaz    | B5                             | 6                              | 4                              | Pingouins de Morzine-Avoriaz   | B5                             | 2  | 1                 |                            |                            |                            |                            |                            |                            |                    |                    |                    |                    |                    |        |        |        |        |        |
|  | 23 février et 2 mars 2019       |                                |                                |                                | Pingouins de Morzine-Avoriaz   | B5                             | 2  | 1                 |                            |                            |                            |                            |                            |                            |                    |                    |                    |                    |                    |        |        |        |        |        |
|  |                                 |                                | Sangliers Arvernes de Clermont | B1                             | 3                              | 7                              |    |                   |                            |                            |                            |                            |                            |                            |                    |                    |                    |                    |                    |        |        |        |        |        |
|  | Sangliers Arvernes de Clermont  | B1                             | Sangliers Arvernes de Clermont | B1                             | 3                              | 7                              | 5  | 3                 |                            |                            |                            |                            |                            |                            |                    |                    |                    |                    |                    |        |        |        |        |        |
|  | Sangliers Arvernes de Clermont  | B1                             |                                |                                |                                |                                | 5  | 3                 |                            |                            |                            |                            |                            |                            |                    |                    |                    |                    |                    |        |        |        |        |        |
|  | Français volants de Paris       | A8                             | 0                              | 0                              |                                |                                |    |                   |                            |                            |                            |                            |                            |                            |                    |                    |                    |                    |                    |        |        |        |        |        |
|  | Français volants de Paris       | A8                             | 0                              | 0                              |                                |                                |    |                   |                            |                            |                            |                            |                            |                            |                    |                    |                    |                    |                    |        |        |        |        |        |

#### Poule de maintien
La poule de maintien se joue du 23 février 2019 au 6 avril 2019. Les équipes placées au-delà de la huitième place de chaque poule participent à la phase finale de maintien, qui se déroule sous forme de poule où toutes les équipes se rencontrent en match aller – retour, un classement de 1 à 4 est établi suivant les modalités applicables à la saison régulière.

##### Résultats
Le score de l'équipe à domicile, située dans la colonne de gauche, est inscrit en premier.
| Résultats (▼dom., ►ext.)                                           | LIM    | STR | VAC     | VAU |
| Taureaux de feu de Limoges                                         |        | 3-2 | 1-5     | 3-5 |
| CSG Strasbourg II                                                  | 6-7    |     | 3-4 Pr. | 8-3 |
| Diables rouges de Valenciennes                                     | 4-5 TF | 5-3 |         | 3-8 |
| Grizzlys de Vaujany                                                | 6-3    | 6-4 | 7-1     |     |
| - Victoire à domicile - Victoire à l'extérieur - Match non disputé |        |     |         |     |

Pr. : Prolongation    -    TF : Tirs de fusillade

##### Classement
Les équipes classées 3e et 4e de la poule de maintien sont reléguées en Division 3.
| Clt   | Équipe        | PJ | V | VP | D | DP | BP | BC | Diff | Pts |
| ----- | ------------- | -- | - | -- | - | -- | -- | -- | ---- | --- |
| +001, | Vaujany       | 6  | 5 | 0  | 1 | 0  | 35 | 22 | +13  | 15  |
| +002, | Valenciennes  | 6  | 2 | 1  | 2 | 1  | 22 | 27 | -5   | 9   |
| +003, | Limoges       | 6  | 2 | 1  | 3 | 0  | 22 | 28 | -6   | 8   |
| +004, | Strasbourg II | 6  | 1 | 0  | 4 | 1  | 26 | 28 | -2   | 4   |

- relégué en Division 3

## Division 3
Localisation des équipes 2018-2019 de la Division 3

### Équipes engagées
Les trente équipes engagées, dont treize équipes réserves et une équipe basée au Luxembourg, sont réparties en quatre groupes régionaux (le 2 suivant le nom d'une équipe indique qu'il s'agit d'une équipe réserve) :
| Club                          | Classement 2017-2018 | Entraîneur        | Patinoire                        | Capacité théorique |
| ----------------------------- | -------------------- | ----------------- | -------------------------------- | ------------------ |
| Corsaires de Nantes II        | 1er (Poule A)        | Julien Créno      | Patinoire du Petit Port          | 1 060              |
| Boxers de Bordeaux II         | 2e (Poule A)         | Julien Desrosiers | Patinoire de Mériadeck           | 3 200              |
| Albatros de Brest II          | 4e (Poule A)         | Sami Wikström     | Rïnkla Stadium                   | 1 200              |
| Aigles de La Roche-sur-Yon II | 5e (Poule A)         | Mickaël Goujot    | Complexe Arago                   | 1 200              |
| Dragons de Poitiers           | 6e (Poule A)         | Frank Fazilleau   | Patinoire municipale de Poitiers | 810                |
| Dogs de Cholet II             | 7e (Poule A)         | Grégory Gougeon   | Pôle Sportif Glisséo             | 1 200              |
| Cormorans de Rennes           | 9e (Poule A)         | Yven Sadoun       | Le Blizz                         | 750                |

| Club                        | Classement 2017-2018 | Entraîneur          | Patinoire                          | Capacité théorique |
| --------------------------- | -------------------- | ------------------- | ---------------------------------- | ------------------ |
| Castors d'Asnières          | 1er (Poule B)        | Cédric Boucamus     | Patinoire des Courtilles           | 1 421              |
| Remparts de Tours II        | 3e (Poule A)         | Normand Roy         | Patinoire de Tours                 | 1 760              |
| Coqs de Courbevoie          | 3e (Poule B)         | Yannick Maillot     | Patinoire municipale de Courbevoie | 700                |
| Drakkars de Caen II         | 4e (Poule B)         | Martial Janil       | Patinoire de Caen la mer           | 1 499              |
| Renards d'Orléans           | 4e (Poule C)         | Gilbert Ledigarcher | Patinoire du Baron                 | 920                |
| Gothiques d'Amiens II       | 6e (Poule B)         | Miroslav Kecka      | Coliseum                           | 2 882 à 3 400      |
| Jokers de Cergy-Pontoise II | 7e (Poule B)         | Pavol Mihálik       | Aren'ice                           | 3 000              |
| Grizzly de Garges           | 8e (Poule B)         | Eddy Dana           | Patinoire du Val de France         | 700                |

| Club                       | Classement 2017-2018 | Entraîneur      | Patinoire                         | Capacité théorique |
| -------------------------- | -------------------- | --------------- | --------------------------------- | ------------------ |
| Épinal Hockey Club         | 2e (Poule C)         | Ján Plch        | Patinoire de Poissompré           | 2 500              |
| Tornado Luxembourg         | 2e (Poule B)         | Petr Fical      | Patinoire de Kockelscheuer        | 1 000              |
| Élans de Champigny         | 3e (Poule C)         | Jérôme Veret    | Patinoire de Champigny-sur-Marne  | 450                |
| Caribous de Seine-et-Marne | 5e (Poule C)         | Sylvain Husson  | Patinoire La Cartonnerie          | 450                |
| Phénix de Reims            | 5e (Poule B)         | Ivan Bock       | Patinoire Albert 1er              | 700                |
| Ducs de Dijon              | 6e (Poule C)         | Michal Divíšek  | Patinoire Trimolet                | 1 000              |
| Tigres de l'ACBB           | 8e (Poule C)         | Rémy Parisot    | Patinoire de Boulogne-Billancourt | 1 800              |
| Pumas de Fontenay          | 9e (Poule C)         | Pascal Bonnefoy | Patinoire de Fontenay-sous-bois   | 1 000              |

| Club                          | Classement 2017-2018 | Entraîneur        | Patinoire                             | Capacité théorique |
| ----------------------------- | -------------------- | ----------------- | ------------------------------------- | ------------------ |
| Chevaliers du lac d'Annecy II | 2e (Poule D)         | Thomas Bussat     | Complexe Jean Régis                   | 1 650              |
| Castors d'Avignon             | 3e (Poule D)         | Denis Charpentier | Palais de la Glace                    | 500                |
| Aigles de Nice II             | 4e (Poule D)         | Laurent Grimaud   | Palais des sports Jean-Bouin          | 1 200              |
| Boucaniers de Toulon          | 5e (Poule D)         | Jozef Drzik       | Palais omnisports Marseille Grand Est | 5 504              |
| Éléphants de Chambéry II      | 6e (Poule D)         | Cédric Gravier    | Patinoire Patinoire Buisson Rond      | 1 200              |
| Krokos de Nîmes               | 8e (Poule D)         | Raphaël Facchini  | Patinoire de Nîmes                    | 300                |
| Vipers de Montpellier II      | 9e (Poule D)         | Christophe Pramil | Patinoire Végapolis                   | 1 200 à 2 400      |

Légende des couleurs
- L'équipe professionnelle d'Épinal est mise en liquidation, l'association prend le relais.

### Saison régulière
La saison régulière se joue du 22 septembre 2018 au 10 février 2019.
Les trente équipes engagées sont réparties en quatre poules (de sept ou huit équipes), les matchs se jouent en aller-retour.
Les quatre qualifiés pour le carré final sont rassemblés au sein d'une poule unique qui se joue en matchs simples. L'équipe finissant à la première place est sacrée championne de Division 3. Le champion et le deuxième sont promus en Division 2.
- Pour l'attribution des points, voir la section « Règlement » ci-dessus.

#### Groupe A
Le score de l'équipe à domicile, située dans la colonne de gauche, est inscrit en premier.
| Résultats (▼dom., ►ext.)                                           | BOR     | BRE    | CHO  | LRY | NAN     | POI     | REN  |
| Boxers de Bordeaux II                                              |         | 6-5 TF | 7-3  | 1-4 | 5-4 Pr. | 7-10    | 9-1  |
| Albatros de Brest II                                               | 4-7     |        | 5-4  | 4-5 | 1-9     | 3-7     | 11-1 |
| Dogs de Cholet II                                                  | 3-8     | 2-7    |      | 2-5 | 0-7     | 3-6     | 6-3  |
| Aigles de La Roche-sur-Yon II                                      | 4-8     | 12-3   | 15-1 |     | 5-2     | 7-6 Pr. | 10-1 |
| Corsaires de Nantes II                                             | 1-2 Pr. | 8-5    | 5-6  | 5-7 |         | 3-4     | 3-0  |
| Dragons de Poitiers                                                | 7-2     | 9-2    | 9-1  | 6-9 | 9-3     |         | 12-3 |
| Cormorans de Rennes                                                | 1-4     | 0-4    | 5-6  | 1-5 | 0-1     | 3-6     |      |
| - Victoire à domicile - Victoire à l'extérieur - Match non disputé |         |        |      |     |         |         |      |

| Clt   | Équipe              | PJ | V  | VP | D  | DP | BP | BC | Diff | Pts |
| ----- | ------------------- | -- | -- | -- | -- | -- | -- | -- | ---- | --- |
| +001, | La Roche-sur-Yon II | 12 | 10 | 1  | 1  | 0  | 88 | 40 | +48  | 32  |
| +002, | Poitiers            | 12 | 10 | 0  | 1  | 1  | 93 | 47 | +46  | 31  |
| +003, | Bordeaux II         | 12 | 6  | 3  | 3  | 0  | 66 | 47 | +19  | 24  |
| +004, | Nantes II           | 12 | 5  | 0  | 5  | 2  | 51 | 44 | +7   | 17  |
| +005, | Brest II            | 12 | 4  | 0  | 7  | 1  | 55 | 72 | -17  | 13  |
| +006, | Cholet II           | 12 | 3  | 0  | 9  | 0  | 37 | 82 | -45  | 9   |
| +007, | Rennes              | 12 | 0  | 0  | 12 | 0  | 19 | 77 | -58  | 0   |

- Qualifié en tête de séries
- Qualifié en barrage pour les séries

#### Groupe B
Le score de l'équipe à domicile, située dans la colonne de gauche, est inscrit en premier.
| Résultats (▼dom., ►ext.)                                           | AMI | ASN  | CAE  | CER  | COU  | GAR    | ORL    | TRS     |
| Gothiques d'Amiens II                                              |     | 0-6  | 3-2  | 4-3  | 2-12 | 7-1    | 10-2   | 4-2     |
| Castors d'Asnières                                                 | 6-1 |      | 8-0  | 10-1 | 2-1  | 12-0   | 4-3    | 3-2     |
| Drakkars de Caen II                                                | 6-2 | 1-5  |      | 9-3  | 3-6  | 7-0    | 4-3    | 4-2     |
| Jokers de Cergy-Pontoise II                                        | 7-4 | 0-6  | 3-5  |      | 0-9  | 7-4    | 1-6    | 2-8     |
| Coqs de Courbevoie                                                 | 9-0 | 5-4  | 11-5 | 9-2  |      | 9-2    | 11-4   | 4-1     |
| Grizzly de Garges                                                  | 6-2 | 0-12 | 7-5  | 3-4  | 3-11 |        | 2-5    | 5-6     |
| Renards d'Orléans                                                  | 5-1 | 4-6  | 6-5  | 11-3 | 7-8  | 8-7 TF |        | 4-3 Pr. |
| Remparts de Tours II                                               | 7-3 | 2-6  | 0-3  | 4-2  | 1-2  | 5-1    | 3-2 TF |         |
| - Victoire à domicile - Victoire à l'extérieur - Match non disputé |     |      |      |      |      |        |        |         |

| Clt   | Équipe             | PJ | V  | VP | D  | DP | BP  | BC  | Diff | Pts |
| ----- | ------------------ | -- | -- | -- | -- | -- | --- | --- | ---- | --- |
| +001, | Courbevoie         | 14 | 13 | 0  | 1  | 0  | 107 | 36  | +71  | 39  |
| +002, | Asnières-sur-Seine | 14 | 13 | 0  | 1  | 0  | 90  | 20  | +70  | 39  |
| +003, | Caen II            | 14 | 7  | 0  | 7  | 0  | 59  | 59  | +0   | 21  |
| +004, | Orléans            | 14 | 5  | 2  | 6  | 1  | 70  | 68  | +2   | 20  |
| +005, | Tours II           | 14 | 5  | 1  | 7  | 1  | 46  | 45  | +1   | 18  |
| +006, | Amiens II          | 14 | 5  | 0  | 9  | 0  | 43  | 70  | -27  | 15  |
| +007, | Cergy-Pontoise II  | 14 | 3  | 0  | 11 | 0  | 38  | 92  | -54  | 9   |
| +008, | Garges             | 14 | 2  | 0  | 11 | 1  | 41  | 100 | -59  | 7   |

- Qualifié en tête de séries
- Qualifié en barrage pour les séries

#### Groupe C
Le score de l'équipe à domicile, située dans la colonne de gauche, est inscrit en premier.
| Résultats (▼dom., ►ext.)                                           | BOU     | CMP     | DAM  | DIJ  | ÉPI  | FON  | LUX  | REI     |
| Tigres de l'ACBB                                                   |         | 1-2     | 5-3  | 5-3  | 1-6  | 13-5 | 6-7  | 4-0     |
| Élans de Champigny                                                 | 4-2     |         | 4-6  | 13-4 | 1-2  | 15-1 | 4-0  | 2-4     |
| Caribous de Seine-et-Marne                                         | 4-3     | 1-2 Pr. |      | 9-1  | 3-9  | 20-6 | 5-8  | 5-1     |
| Ducs de Dijon                                                      | 4-3 Pr. | 3-9     | 4-6  |      | 2-9  | 11-5 | 2-8  | 2-3 Pr. |
| Épinal Hockey Club                                                 | 8-0     | 5-1     | 15-2 | 15-2 |      | 29-0 | 7-2  | 6-2     |
| Pumas de Fontenay                                                  | 2-8     | 2-16    | 8-12 | 0-7  | 0-26 |      | 3-7  | 3-15    |
| Tornado Luxembourg                                                 | 8-1     | 3-4 Pr. | 3-4  | 8-0  | 2-6  | 11-4 |      | 7-3     |
| Phénix de Reims                                                    | 5-6     | 5-2     | 2-4  | 7-2  | 2-9  | 7-1  | 13-2 |         |
| - Victoire à domicile - Victoire à l'extérieur - Match non disputé |         |         |      |      |      |      |      |         |

| Clt   | Équipe               | PJ | V  | VP | D  | DP | BP  | BC  | Diff | Pts |
| ----- | -------------------- | -- | -- | -- | -- | -- | --- | --- | ---- | --- |
| +001, | Épinal               | 14 | 14 | 0  | 0  | 0  | 152 | 20  | +132 | 42  |
| +002, | Dammarie             | 14 | 9  | 0  | 4  | 1  | 84  | 71  | +13  | 28  |
| +003, | Champigny            | 14 | 7  | 2  | 5  | 0  | 79  | 39  | +40  | 25  |
| +004, | Luxembourg           | 14 | 8  | 0  | 5  | 1  | 76  | 62  | +14  | 25  |
| +005, | Reims                | 14 | 6  | 1  | 7  | 0  | 69  | 55  | +14  | 20  |
| +006, | Boulogne-Billancourt | 14 | 6  | 0  | 7  | 1  | 58  | 61  | -3   | 19  |
| +007, | Dijon                | 14 | 2  | 1  | 10 | 1  | 47  | 100 | -53  | 9   |
| +008, | Fontenay             | 14 | 0  | 0  | 14 | 0  | 40  | 197 | -157 | 0   |

- Qualifié en tête de séries
- Qualifié en barrage pour les séries

#### Groupe D
Le score de l'équipe à domicile, située dans la colonne de gauche, est inscrit en premier.
| Résultats (▼dom., ►ext.)                                           | ANN     | AVI | CHM     | MON  | NIC  | NÎM | TLN  |
| Chevaliers du lac d'Annecy II                                      |         | 9-1 | 10-1    | 15-0 | 9-4  | 9-2 | 6-2  |
| Castors d'Avignon                                                  | 6-5 Pr. |     | 8-3     | 8-4  | 3-6  | 6-3 | 3-6  |
| Éléphants de Chambéry II                                           | 2-10    | 6-5 |         | 12-6 | 4-12 | 3-5 | 3-9  |
| Vipers de Montpellier II                                           | 0-10    | 0-9 | 0-13    |      | 0-14 | 0-7 | 3-12 |
| Aigles de Nice II                                                  | 3-2     | 7-2 | 9-1     | 14-3 |      | 5-3 | 4-6  |
| Krokos de Nîmes                                                    | 3-10    | 6-5 | 6-5 Pr. | 4-1  | 4-7  |     | 2-9  |
| Boucaniers de Toulon                                               | 9-5     | 8-2 | 10-2    | 10-0 | 6-7  | 6-3 |      |
| - Victoire à domicile - Victoire à l'extérieur - Match non disputé |         |     |         |      |      |     |      |

| Clt   | Équipe         | PJ | V  | VP | D  | DP | BP  | BC  | Diff | Pts |
| ----- | -------------- | -- | -- | -- | -- | -- | --- | --- | ---- | --- |
| +001, | Toulon         | 12 | 10 | 0  | 2  | 0  | 93  | 41  | +52  | 30  |
| +002, | Nice II        | 12 | 10 | 0  | 2  | 0  | 92  | 44  | +48  | 30  |
| +003, | Annecy II      | 12 | 9  | 0  | 2  | 1  | 100 | 33  | +67  | 28  |
| +004, | Avignon        | 12 | 4  | 1  | 7  | 0  | 58  | 63  | -5   | 14  |
| +005, | Nîmes          | 12 | 4  | 1  | 7  | 0  | 48  | 66  | -18  | 14  |
| +006, | Chambéry II    | 12 | 3  | 0  | 8  | 1  | 56  | 90  | -34  | 10  |
| +007, | Montpellier II | 12 | 0  | 0  | 12 | 0  | 18  | 128 | -110 | 0   |

- Qualifié en tête de séries
- Qualifié en barrage pour les séries

### Phase finale
Des modifications interviennent durant l'intersaison. Ainsi il n'y a plus 4 mais 6 qualifiés par poule pour les phases finales. Les deux premiers de chaque poule s'affrontent en match d'interclassement et les équipes classées entre la 3e et la 6e place jouent quant à elles des matchs de barrage. Toutes ces rencontres se jouent sur des matchs aller-retour.
Durant les séries éliminatoires qui se jouent en matchs aller-retour (ainsi quand il y a match nul au premier match, il n'y a pas de prolongation, le score est conservé tel quel), le score cumulé désignant le vainqueur. Les vainqueurs des barrages sont opposés aux 8 équipes ayant disputé les matchs d'interclassement.
Lors du tour préliminaire et des huitièmes de finale, les qualifiés du groupe A affrontent ceux du groupe B et ceux du groupe C sont opposés à ceux du groupe D.
En quart de finale le brassage est total.
Les quatre qualifiés pour le carré final sont rassemblés au sein d'une poule unique qui se joue en matchs simples. L'équipe finissant à la première place est sacrée champion de Division 3, elle est promue en Division 2 avec l'équipe classée deuxième du carré final.

#### Tour préliminaire
Le match aller se joue chez l'équipe la moins bien classée à l'issue de la phase de poule.

en italique : les équipes ne pouvant pas être promues
| Équipe 1                         | Aller | Total | Retour | Équipe 2                      |
| -------------------------------- | ----- | ----- | ------ | ----------------------------- |
| Aigles de La Roche-sur-Yon II A1 | 4-1   | 8-9   | 4-8    | B2 Castors d'Asnières         |
| Coqs de Courbevoie B1            | 4-4   | 11-6  | 7-2    | A2 Dragons de Poitiers        |
| Épinal Hockey Club C1            | 12-5  | 17-7  | 5-2    | D2 Aigles de Nice II          |
| Boucaniers de Toulon D1          | 4-7   | 14-12 | 10-5   | C2 Caribous de Seine-et-Marne |

- Qualifié pour les huitièmes de finale en tant que tête de série
- Qualifié pour les huitièmes de finale

| Équipe 1                         | Aller | Total | Retour | Équipe 2                    |
| -------------------------------- | ----- | ----- | ------ | --------------------------- |
| Boxers de Bordeaux II A3         | 7-3   | 11-4  | 4-1    | B6 Gothiques d'Amiens II    |
| Drakkars de Caen II B3           | 11-2  | 16-6  | 5-4    | A6 Dogs de Cholet II        |
| Corsaires de Nantes II A4        | 3-5   | 7-10  | 4-5    | B5 Remparts de Tours II     |
| Renards d'Orléans B4             | 5-3   | 11-4  | 6-1    | A5 Albatros de Brest II     |
| Élans de Champigny C3            | 7-2   | 18-3  | 11-1   | D6 Éléphants de Chambéry II |
| Chevaliers du lac d'Annecy II D3 | 7-2   | 12-4  | 5-2    | C6 Tigres de l'ACBB         |
| Tornado Luxembourg C4            | 4-5   | 10-7  | 6-2    | D5 Krokos de Nîmes          |
| Castors d'Avignon D4             | 1-6   | 3-9   | 2-3    | C5 Phénix de Reims          |

- Qualifié pour les huitièmes de finale

#### Séries éliminatoires
|  | Huitièmes de finale           | Huitièmes de finale           | Huitièmes de finale           | Huitièmes de finale | Huitièmes de finale | Huitièmes de finale |                          |                      | Quarts de finale | Quarts de finale | Quarts de finale | Quarts de finale | Quarts de finale | Quarts de finale |
|  |                               |                               |                               |                     |                     |                     |                          |                      |                  |                  |                  |                  |                  |                  |
|  | 16 et 23 mars 2019            |                               |                               |                     |                     |                     |                          |                      |                  |                  |                  |                  |                  |                  |
|  |                               |                               |                               |                     |                     |                     |                          |                      |                  |                  |                  |                  |                  |                  |
|  | Castors d'Asnières            | Castors d'Asnières            | B2                            | 8                   | 2                   | 10                  |                          |                      |                  |                  |                  |                  |                  |                  |
|  | Castors d'Asnières            | Castors d'Asnières            | B2                            | 8                   | 2                   | 10                  | 30 mars et 13 avril 2019 |                      |                  |                  |                  |                  |                  |                  |
|  | Renards d'Orléans             | Renards d'Orléans             | B4                            | 2                   | 6                   | 8                   |                          |                      |                  |                  |                  |                  |                  |                  |
|  | Renards d'Orléans             | Renards d'Orléans             | B4                            | 2                   | 6                   | 8                   | Castors d'Asnières       | Castors d'Asnières   | B2               | 0                | 0                | 0                |                  |                  |
|  | 16 et 24 mars 2019            |                               |                               |                     |                     |                     | Castors d'Asnières       | Castors d'Asnières   | B2               | 0                | 0                | 0                |                  |                  |
|  |                               | Chevaliers du lac d'Annecy II | Chevaliers du lac d'Annecy II | D3                  | 3                   | 0                   | 3                        |                      |                  |                  |                  |                  |                  |                  |
|  | Caribous de Seine-et-Marne    | Caribous de Seine-et-Marne    | Chevaliers du lac d'Annecy II | D3                  | 3                   | 0                   | 3                        | C2                   | 5                | 1                | 6                |                  |                  |                  |
|  | Caribous de Seine-et-Marne    | Caribous de Seine-et-Marne    |                               |                     |                     |                     |                          | C2                   | 5                | 1                | 6                |                  |                  |                  |
|  | Chevaliers du lac d'Annecy II | Chevaliers du lac d'Annecy II | D3                            | 7                   | 3                   | 10                  |                          |                      |                  |                  |                  |                  |                  |                  |
|  | Chevaliers du lac d'Annecy II | Chevaliers du lac d'Annecy II | D3                            | 7                   | 3                   | 10                  |                          |                      |                  |                  |                  |                  |                  |                  |
|  | 10 et 23 mars 2019            |                               |                               |                     |                     |                     |                          |                      |                  |                  |                  |                  |                  |                  |
|  |                               |                               |                               |                     |                     |                     |                          |                      |                  |                  |                  |                  |                  |                  |
|  | Coqs de Courbevoie            | Coqs de Courbevoie            | B1                            | 6                   | 6                   | 12                  |                          |                      |                  |                  |                  |                  |                  |                  |
|  | Coqs de Courbevoie            | Coqs de Courbevoie            | B1                            | 6                   | 6                   | 12                  | 6 et 13 avril 2019       |                      |                  |                  |                  |                  |                  |                  |
|  | Remparts de Tours II          | Remparts de Tours II          | B5                            | 4                   | 5                   | 9                   |                          |                      |                  |                  |                  |                  |                  |                  |
|  | Remparts de Tours II          | Remparts de Tours II          | B5                            | 4                   | 5                   | 9                   | Coqs de Courbevoie       | Coqs de Courbevoie   | B1               | 5                | 15               | 20               |                  |                  |
|  | 16 et 23 mars 2019            |                               |                               |                     |                     |                     | Coqs de Courbevoie       | Coqs de Courbevoie   | B1               | 5                | 15               | 20               |                  |                  |
|  |                               | Aigles de Nice II             | Aigles de Nice II             | D2                  | 6                   | 4                   | 10                       |                      |                  |                  |                  |                  |                  |                  |
|  | Aigles de Nice II             | Aigles de Nice II             | Aigles de Nice II             | D2                  | 6                   | 4                   | 10                       | D2                   | 2                | 8                | 10               |                  |                  |                  |
|  | Aigles de Nice II             | Aigles de Nice II             |                               |                     |                     |                     |                          | D2                   | 2                | 8                | 10               |                  |                  |                  |
|  | Élans de Champigny            | Élans de Champigny            | C3                            | 2                   | 4                   | 6                   |                          |                      |                  |                  |                  |                  |                  |                  |
|  | Élans de Champigny            | Élans de Champigny            | C3                            | 2                   | 4                   | 6                   |                          |                      |                  |                  |                  |                  |                  |                  |
|  | 9 et 23 mars 2019             |                               |                               |                     |                     |                     |                          |                      |                  |                  |                  |                  |                  |                  |
|  |                               |                               |                               |                     |                     |                     |                          |                      |                  |                  |                  |                  |                  |                  |
|  | Épinal Hockey Club            | Épinal Hockey Club            | C1                            | 1                   | 10                  | 11                  |                          |                      |                  |                  |                  |                  |                  |                  |
|  | Épinal Hockey Club            | Épinal Hockey Club            | C1                            | 1                   | 10                  | 11                  | 6 et 13 avril 2019       |                      |                  |                  |                  |                  |                  |                  |
|  | Phénix de Reims               | Phénix de Reims               | C5                            | 1                   | 5                   | 6                   |                          |                      |                  |                  |                  |                  |                  |                  |
|  | Phénix de Reims               | Phénix de Reims               | C5                            | 1                   | 5                   | 6                   | Épinal Hockey Club       | Épinal Hockey Club   | C1               | 18               | 10               | 28               |                  |                  |
|  | 16 et 23 mars 2019            |                               |                               |                     |                     |                     | Épinal Hockey Club       | Épinal Hockey Club   | C1               | 18               | 10               | 28               |                  |                  |
|  |                               | Dragons de Poitiers           | Dragons de Poitiers           | A2                  | 2                   | 2                   | 4                        |                      |                  |                  |                  |                  |                  |                  |
|  | Dragons de Poitiers           | Dragons de Poitiers           | Dragons de Poitiers           | A2                  | 2                   | 2                   | 4                        | A2                   | 5                | 6                | 11               |                  |                  |                  |
|  | Dragons de Poitiers           | Dragons de Poitiers           |                               |                     |                     |                     |                          | A2                   | 5                | 6                | 11               |                  |                  |                  |
|  | Drakkars de Caen II           | Drakkars de Caen II           | B3                            | 6                   | 3                   | 9                   |                          |                      |                  |                  |                  |                  |                  |                  |
|  | Drakkars de Caen II           | Drakkars de Caen II           | B3                            | 6                   | 3                   | 9                   |                          |                      |                  |                  |                  |                  |                  |                  |
|  | 9 et 23 mars 2019             |                               |                               |                     |                     |                     |                          |                      |                  |                  |                  |                  |                  |                  |
|  |                               |                               |                               |                     |                     |                     |                          |                      |                  |                  |                  |                  |                  |                  |
|  | Boucaniers de Toulon          | Boucaniers de Toulon          | D1                            | 5                   | 5                   | 10                  |                          |                      |                  |                  |                  |                  |                  |                  |
|  | Boucaniers de Toulon          | Boucaniers de Toulon          | D1                            | 5                   | 5                   | 10                  | 30 mars et 6 avril 2019  |                      |                  |                  |                  |                  |                  |                  |
|  | Tornado Luxembourg            | Tornado Luxembourg            | C4                            | 6                   | 3                   | 9                   |                          |                      |                  |                  |                  |                  |                  |                  |
|  | Tornado Luxembourg            | Tornado Luxembourg            | C4                            | 6                   | 3                   | 9                   | Boucaniers de Toulon     | Boucaniers de Toulon | D1               | 6                | 3                | 9                |                  |                  |
|  | 16 et 24 mars 2019            |                               |                               |                     |                     |                     | Boucaniers de Toulon     | Boucaniers de Toulon | D1               | 6                | 3                | 9                |                  |                  |
|  |                               | Aigles de La Roche-sur-Yon II | Aigles de La Roche-sur-Yon II | A1                  | 4                   | 4                   | 8                        |                      |                  |                  |                  |                  |                  |                  |
|  | Aigles de La Roche-sur-Yon II | Aigles de La Roche-sur-Yon II | Aigles de La Roche-sur-Yon II | A1                  | 4                   | 4                   | 8                        | A1                   | 4                | 6                | 10               |                  |                  |                  |
|  | Aigles de La Roche-sur-Yon II | Aigles de La Roche-sur-Yon II |                               |                     |                     |                     |                          | A1                   | 4                | 6                | 10               |                  |                  |                  |
|  | Boxers de Bordeaux II         | Boxers de Bordeaux II         | A3                            | 1                   | 3                   | 4                   |                          |                      |                  |                  |                  |                  |                  |                  |

en italique : les équipes ne pouvant pas être promues

### Carré final
Les équipes qualifiées pour la poule finale, sont identifiées par les lettres A, B, C et D correspondant à leur classement en saison régulière. Les poules n'étant pas égales en nombre d'équipes (2 poules de 7 et 2 poules de 8), les résultats obtenus face au huitième de poule sont retirés pour établir ce classement. L'équipe organisatrice du carré final se voit automatiquement attribuer la lettre A. L'ordre des matchs pour ce carré final est le suivant :
- 1er  jour : B - C, A - D
- 2e jour : B - D, A - C
- 3e jour : C - D, A - B

Voici les équipes qualifiées ainsi que leur lettre :
| Lettre | Équipe                        | Saison régulière | Points | Différence de buts |
| ------ | ----------------------------- | ---------------- | ------ | ------------------ |
| A      | Épinal Hockey Club            | 1er (Poule C)    | 36     | +78                |
| B      | Coqs de Courbevoie            | 1er (Poule B)    | 33     | +56                |
| C      | Boucaniers de Toulon          | 1er (Poule D)    | 30     | +52                |
| D      | Chevaliers du lac d'Annecy II | 3e (Poule D)     | 28     | +67                |

Le système des points est identique à la phase régulière (voir Formule de la saison).

#### Résultats
| 20 avril 2019 | Courbevoie | 6-3 (1-1, 3-2, 2-0) | Toulon | Patinoire de Poissompré 372 spectateurs |

| Feuille de match | Feuille de match | Feuille de match                    | Feuille de match | Feuille de match                                                                      |
| ---------------- | --- | ----------------------------------- | --- | ------------------------------------------------------------------------------------- |
|                  | - A. Uola (N. Uola, Place) — 13 min 22 s - N. Uola (Y. Maillot, A. Uola) — 26 min 7 s (SN) - Segura (Hamdan, Prudent) — 35 min 30 s Prudent (Domalain) — 38 min 29 s Y. Maillot — 54 min 12 s Y. Maillot (N. Uola, Place) — 54 min 41 s | 0-1 1-1 1-2 2-2 2-3 3-3 4-3 5-3 6-3 | Merbah (Landau, Fullerton) — 6 min 7 s - Rives (Casini, Drzik) — 20 min 44 s - Drzik (Merbah, Rives) — 35 min 8 s (SN) - | Arbitrage : Philippe Frossard Juges de lignes : Johan Kirschenbaum et Justin Chouleur |
| Sizaire          | Gardiens | Bautru                              | | Arbitrage : Philippe Frossard Juges de lignes : Johan Kirschenbaum et Justin Chouleur |
| 6 min            | Pénalités | 10 min                              | | Arbitrage : Philippe Frossard Juges de lignes : Johan Kirschenbaum et Justin Chouleur |
|                  | |                                     | | Arbitrage : Philippe Frossard Juges de lignes : Johan Kirschenbaum et Justin Chouleur |

| 20 avril 2019 | Épinal | 8-3 (1-1, 5-1, 2-1) | Annecy II | Patinoire de Poissompré 2 150 spectateurs |

| Feuille de match | Feuille de match | Feuille de match                               | Feuille de match | Feuille de match                                                             |
| ---------------- | --- | ---------------------------------------------- | --- | ---------------------------------------------------------------------------- |
|                  | Plch (Rapenne, Vlad) — 2 min 31 s - Rapenne — 22 min 51 s (SN) Vlad (Rapenne) — 27 min 9 s Plch (M. Charpentier) — 27 min 32 s (SN) Plch — 29 min 1 s (SN) Ganz (Plch, Rapenne) — 33 min 41 s (SN) - M. Charpentier — 41 min 4 s Ganz (M. Charpentier) — 45 min - | 1-0 1-1 2-1 3-1 4-1 5-1 6-1 6-2 7-2 8-2 8-3    | - D'Orazio (Moncenix, Fribault) — 10 min 53 s (SN) - Legon — 39 min 40 s - Moncenix (P. Perrée, Rey-Gaurez) — 46 min 49 s | Arbitrage : Florian Aurat Juges de lignes : Jason Thorrignac et Johan Fauvel |
| Ravel            | Gardiens | Bossier (33 min 41 s) Sangiorgio (26 min 19 s) | | Arbitrage : Florian Aurat Juges de lignes : Jason Thorrignac et Johan Fauvel |
| 24 min           | Pénalités | 22 min                                         | | Arbitrage : Florian Aurat Juges de lignes : Jason Thorrignac et Johan Fauvel |
|                  | |                                                | | Arbitrage : Florian Aurat Juges de lignes : Jason Thorrignac et Johan Fauvel |

| 21 avril 2019 | Courbevoie | 5-6 (1-1, 4-4, 0-1) | Annecy II | Patinoire de Poissompré 364 spectateurs |

| Feuille de match | Feuille de match | Feuille de match                               | Feuille de match | Feuille de match                                                                  |
| ---------------- | --- | ---------------------------------------------- | --- | --------------------------------------------------------------------------------- |
|                  | - A. Uola (Y. Maillot, Place) — 14 min 15 s - Segura (Y. Maillot, Samyn) — 22 min 49 s (SN) N. Uola (Y. Maillot, Place) — 24 min 48 s - Segura (N. Uola, Y. Maillot) — 37 min 23 s (SN) Y. Maillot (A. Uola, N. Uola) — 39 min 30 s (IN) - | 0-1 1-1 1-2 2-2 3-2 3-3 3-4 3-5 4-5 5-5 5-6    | Fribault (Rey-Gaurez, Moncenix) — 13 min 11 s (SN) - Tollet (Domenach, Puthod) — 21 min 22 s - Rey-Gaurez — 26 min 38 s (SN) Tollet (Rey-Gaurez) — 29 min 51 s (2 SN) Legon — 30 min 49 s - Rave — 58 min 19 s (SN) | Arbitrage : Florian Aurat Juges de lignes : Johan Kirschenbaum et Justin Chouleur |
| Sizaire          | Gardiens | Bossier (32 min 32 s) Sangiorgio (27 min 28 s) | | Arbitrage : Florian Aurat Juges de lignes : Johan Kirschenbaum et Justin Chouleur |
| 30 min           | Pénalités | 16 min                                         | | Arbitrage : Florian Aurat Juges de lignes : Johan Kirschenbaum et Justin Chouleur |
|                  | |                                                | | Arbitrage : Florian Aurat Juges de lignes : Johan Kirschenbaum et Justin Chouleur |

| 21 avril 2019 | Épinal | 7-2 (2-0, 3-1, 2-1) | Toulon | Patinoire de Poissompré 2 300 spectateurs |

| Feuille de match | Feuille de match | Feuille de match                    | Feuille de match                                                    | Feuille de match                                                                 |
| ---------------- | --- | ----------------------------------- | ------------------------------------------------------------------- | -------------------------------------------------------------------------------- |
|                  | Benchabane (Pernot) — 2 min 20 s (SN) Ganz (Plch, Pernot) — 14 min 49 s - Plch (Pernot) — 32 min 54 s Plch (Ganz, Pernot) — 33 min 39 s Chassard (Vlad, Rapenne) — 34 min 19 s Chassard (Rapenne, Plch) — 45 min 46 s (SN) Pernot (Plch) — 47 min 33 s - | 1-0 2-0 2-1 3-1 4-1 5-1 6-1 7-1 7-2 | - Pagni (Casini) — 27 min 14 s (SN) - Merbah (Capocci) — 52 min 8 s | Arbitrage : Philippe Frossard Juges de lignes : Jason Thorrignac et Johan Fauvel |
| P. Mauffrey      | Gardiens | Bautru                              |                                                                     | Arbitrage : Philippe Frossard Juges de lignes : Jason Thorrignac et Johan Fauvel |
| 29 min           | Pénalités | 20 min                              |                                                                     | Arbitrage : Philippe Frossard Juges de lignes : Jason Thorrignac et Johan Fauvel |
|                  | |                                     |                                                                     | Arbitrage : Philippe Frossard Juges de lignes : Jason Thorrignac et Johan Fauvel |

| 22 avril 2019 | Toulon | 3-4 (1-0, 1-1, 1-3) | Annecy II | Patinoire de Poissompré 318 spectateurs |

| Feuille de match | Feuille de match                                                                              | Feuille de match                              | Feuille de match | Feuille de match                                                                  |
| ---------------- | --------------------------------------------------------------------------------------------- | --------------------------------------------- | --- | --------------------------------------------------------------------------------- |
|                  | Pagni (Merbah) — 19 min 13 s Casini (Drzik, Merbah) — 26 min 1 s (SN) - Pagni — 55 min 39 s - | 1-0 2-0 2-1 2-2 2-3 3-3 3-4                   | - Rave (G. Perrée) — 26 min 29 s Rave — 40 min 27 s (2 SN) Moncenix — 47 min 52 s (IN) - Rey-Gaurez — 58 min 57 s (CV) | Arbitrage : Florian Aurat Juges de lignes : Johan Kirschenbaum et Justin Chouleur |
| Bautru           | Gardiens                                                                                      | Bossier (7 min 36 s) Sangiorgio (52 min 24 s) | | Arbitrage : Florian Aurat Juges de lignes : Johan Kirschenbaum et Justin Chouleur |
| 18 min           | Pénalités                                                                                     | 14 min                                        | | Arbitrage : Florian Aurat Juges de lignes : Johan Kirschenbaum et Justin Chouleur |
|                  |                                                                                               |                                               | | Arbitrage : Florian Aurat Juges de lignes : Johan Kirschenbaum et Justin Chouleur |

| 22 avril 2019 | Épinal | 9-4 (4-1, 3-1, 2-2) | Courbevoie | Patinoire de Poissompré 2 450 spectateurs |

| Feuille de match | Feuille de match | Feuille de match                                    | Feuille de match | Feuille de match                                                                 |
| ---------------- | --- | --------------------------------------------------- | --- | -------------------------------------------------------------------------------- |
|                  | Rapenne (Chassard, Vlad) — 4 min 1 s (SN) Donnet (Plch, Benchabane) — 5 min 42 s (SN) - Plch (Pernot) — 11 min 3 s Rapenne (Gury) — 19 min 46 s Breton (Syrucek) — 27 min 52 s - Chassard (Vlad) — 35 min 35 s (SN) Chassard (Rapenne) — 38 min 19 s Plch — 41 min 20 s - Benchabane (Pernot, Plch) — 50 min 36 s - | 1-0 2-0 2-1 3-1 4-1 5-1 5-2 6-2 7-2 8-2 8-3 9-3 9-4 | - N. Uola (Sel, Domalain) — 8 min 3 s - Wolff (Heron) — 31 min 23 s - Segura (Domalain, Hamdan) — 41 min 34 s - Benbekhti — 57 min 58 s (SN) | Arbitrage : Philippe Frossard Juges de lignes : Jason Thorrignac et Johan Fauvel |
| Ravel            | Gardiens | Sizaire (56 min 54 s) Garcia-Alvarez (3 min 6 s)    | | Arbitrage : Philippe Frossard Juges de lignes : Jason Thorrignac et Johan Fauvel |
| 26 min           | Pénalités | 8 min                                               | | Arbitrage : Philippe Frossard Juges de lignes : Jason Thorrignac et Johan Fauvel |
|                  | |                                                     | | Arbitrage : Philippe Frossard Juges de lignes : Jason Thorrignac et Johan Fauvel |

| Clt   | Équipe     | PJ | V | VP | D | DP | BP | BC | Diff | Pts |
| ----- | ---------- | -- | - | -- | - | -- | -- | -- | ---- | --- |
| +001, | Épinal     | 3  | 3 | 0  | 0 | 0  | 24 | 9  | +15  | 9   |
| +002, | Annecy II  | 3  | 2 | 0  | 1 | 0  | 13 | 16 | -3   | 6   |
| +003, | Courbevoie | 3  | 1 | 0  | 2 | 0  | 15 | 18 | -3   | 3   |
| +004, | Toulon     | 3  | 0 | 0  | 3 | 0  | 8  | 17 | -9   | 0   |

- Promu en Division 2